# Regia Aeronautica
La Regia Aeronautica fu, assieme al Regio Esercito, alla Regia Marina e alla Milizia Volontaria per la Sicurezza Nazionale, una delle quattro forze armate del Regno d'Italia.
Istituita con regio decreto nel 1923, i suoi uomini ebbero un ruolo di primo piano nella cosiddetta "età dell'oro" dell'aviazione, compiendo varie crociere aeree e gareggiando nella Coppa Schneider. La politica estera del regime fascista la vide impegnata nel 1935 e nel 1936 nella guerra d'Etiopia e, dal 1936 al 1939, nella guerra civile spagnola dove fu attiva l'Aviazione Legionaria.
Successivamente, dal 1940 al 1943, prese parte alla seconda guerra mondiale nel corso della quale, in seguito all'armistizio di Cassibile reso noto l'8 settembre 1943, i suoi uomini si divisero tra l'Aeronautica Cobelligerante, fedele al Regno del Sud, e l'Aeronautica Nazionale Repubblicana, forza armata della Repubblica Sociale Italiana di Benito Mussolini.
A partire dal 18 giugno 1946, in seguito alla nascita della Repubblica Italiana, ha modificato la denominazione in Aeronautica Militare.

## Storia

### L'istituzione
Al termine della prima guerra mondiale, la smobilitazione ridusse i ranghi del Servizio Aeronautico. Tuttavia in Libia, l'operazione di riconquista (dal 1922 al 1932) vide protagonisti gli SVA e i Ca.33-Ca.36, sostituiti col tempo dai nuovi IMAM Ro.1 e Caproni Ca.73 e Ca.101 che, oltre alle azioni di bombardamento e ricognizione (assente la caccia in quanto mancava un'aviazione avversaria), si occupavano anche del rifornimento delle truppe per i generi di prima necessità. Nel febbraio del 1922, il X Battaglione Àscari Eritrei venne assediato dai ribelli ad el-Azizia (Tripolitania italiana) e la sola possibilità di collegamento era quella aerea. Cinque trimotori Caproni e qualche SVA trasportarono per due mesi truppe fresche all'andata ed evacuavano feriti e personale civile al ritorno, compiendo così il primo ponte aereo della storia.
In patria l'aeronautica venne organizzata in Raggruppamenti: bombardamento - ricognizione, caccia e dirigibili. Gli aerei disponibili erano 273, mentre la Regia Marina contava su 54 idrovolanti. Nel suo primo gabinetto (il 31 ottobre 1922) Benito Mussolini elesse i due direttori generali Giulio Douhet, per l'aeronautica militare, e Arturo Mercanti per l'aviazione civile.
Il primo atto fu l'istituzione, il 24 gennaio 1923, di un Commissariato per l'Aeronautica o Comando generale dell'Aeronautica, all'interno del governo Mussolini, con commissario lo stesso presidente del Consiglio e vice commissario Aldo Finzi, che preparò i provvedimenti legislativi per l'istituzione dell'Arma e della forza armata autonoma.
La Regia Aeronautica venne istituita con il regio decreto n.645 del 28 marzo 1923: ad essa erano affidate tutte le forze aeree militari del Regno e delle colonie dell'esercito e della marina. 
Tra il maggio 1923 ed il 21 ottobre dello stesso anno fu Comandante generale dell'Aeronautica Riccardo Moizo. sostituito poi da Aldo Finzi. 
Primo comandante dell'aeronautica (la carica di Capo di Stato maggiore dell'Aeronautica non era stata ancora istituita) fu nominato, il 25 ottobre 1923, il generale Pier Ruggero Piccio, già asso dell'aviazione. Il generale volle subito iniziare a rendere l'aeronautica un'arma all'altezza del compito. Impose a tutti coloro che avevano richiesto di farne parte come piloti di prendere il brevetto relativo, prescrisse inoltre, in un giorno prefissato, che tutti gli stormi e le scuole levassero in volo tutti gli aeroplani in condizioni di farlo: dei quasi 300 apparecchi, solo 66 riuscirono a decollare. Il 31 ottobre 1923 circa 300 tra aeroplani e idrovolanti si diressero su Roma per prendere parte ad una parata, schierandosi all'aeroporto di Roma-Centocelle il pomeriggio del 4 novembre (quinto anniversario della fine della prima guerra mondiale), giorno in cui venne consegnata la bandiera all'Arma Aeronautica. Sempre del novembre 1923 è la nascita dell'Accademia Aeronautica.
Nell'ottobre dello stesso anno viene inoltre creato il Corpo di Stato maggiore generale.
Il 10 dicembre 1923 nacque il Regio corpo degli aeroporti, che aveva il compito di presiedere all'organizzazione e al funzionamento dei servizi a terra connessi con l'attività di volo.
Il regio decreto legge del 4 maggio 1925 soppresse il Regio corpo degli aeroporti, prevedendo che lo stesso personale fosse inquadrato nell'Arma Aeronautica suddivisa in Ruolo combattente e Ruolo specializzati. All'interno di questi due Ruoli entrarono rispettivamente gli ufficiali del Regio corpo degli aeroporti e gli ufficiali stanziari, addetti ai servizi di aeroporto.

### Nel regime fascista

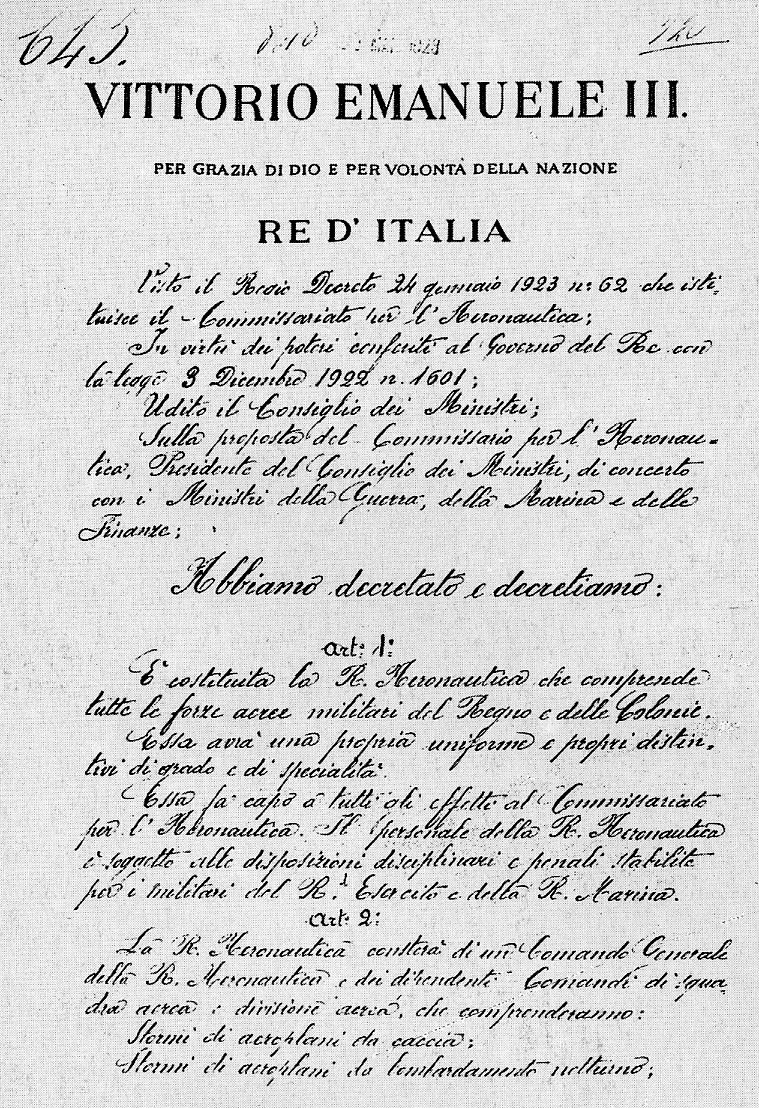
Regio decreto numero 645 con cui il 28 marzo 1923 veniva costituita la Regia Aeronautica del Regno e delle Colonie.

Il primo capo di Stato maggiore dell'Aeronautica fu lo stesso generale Pier Ruggero Piccio, in carica dal gennaio del 1926.
Con la contemporanea soppressione del Commissariato per l'Aeronautica, il 30 agosto 1925 la Regia Aeronautica venne ufficialmente innalzata allo stesso livello della Regia Marina e del Regio Esercito con la costituzione del Ministero dell'aeronautica, con tre Direzioni generali: Personale militare e Scuole aeronautiche, Personale civile aeronautico, Genio aeronautico. Primo sottosegretario all'Aeronautica fu Alberto Bonzani, con ministro Mussolini.
Nell'ottobre 1925 nacque l'Arma Aeronautica a cui appartenevano i naviganti del Ruolo combattenti.
Il personale navigante che aveva il grado di tenente colonnello rivestiva il corrispondente grado di comandante di gruppo dall'ottobre 1925 e dal 15 gennaio 1924 di vice comandante di stormo.
Nel 1925 lo spazio aereo italiano venne diviso in cinque zone aeree (Z.A.T., zona aerea territoriale): 1ª a Milano, 2ª a Bologna, 3ª a Napoli, 4ª a Palermo e 5ª a Cagliari. L'armata era suddivisa invece in tre squadre, le quali erano a loro volta suddivise in divisioni, queste ultime in brigate e stormi, gli stormi in gruppi e i gruppi in squadriglie. Le squadriglie dell'armata erano 78, mentre le squadriglie da ricognizione erano 57 e quelle da ricognizione marittima 35, con piloti dell'aeronautica ed equipaggi del Regio Esercito e della Regia Marina.
Dal 15 aprile 1926 al 16 aprile 1937 Vincenzo Lombard comandò in sequenza la 2ª, la 3ª e la 4ª Z.A.T.; Antonio Bosio dall'agosto 1929 al 2 aprile 1931 la 1ª Z.A.T.; Francesco Pricolo dall'ottobre 1933 al luglio 1938 la 2ª Z.A.T.; Aurelio Liotta dal 15 ottobre 1933 al 20 agosto 1936 la 3ª Z.A.T.; Mario Ajmone Cat dal 19 novembre 1936 al 16 maggio 1939 la 4ª Z.A.T. e Rino Corso Fougier dal 1º agosto 1938 al 1º settembre 1939.
Nel novembre 1926 divenne sottosegretario Italo Balbo, che nel settembre 1929 assunse la carica di ministro dell'Aeronautica fino al novembre 1933.
Con legge del 23 giugno 1927, agli effetti dell'avanzamento, si suddivisero gli ufficiali dell'Arma Aeronautica, Ruolo combattente, in tre categorie prevedendo, nella terza, la figura degli ufficiali di aeroporto.
Parallelamente alla crescita aerea si sviluppò l'industria aeronautica che produceva materiali molto apprezzati all'estero, acquistati da una quarantina di Paesi quasi tutti extraeuropei. L'attività sperimentale portò a fondere l'Istituto sperimentale aeronautico e la Direzione sperimentale dell'Aviazione militare nella nuova Direzione superiore studi ed esperienze (DSSE), operativa dal 1º febbraio 1928. Esattamente tre mesi dopo, il 1º maggio, la DSSE assunse il comando del Centro sperimentale di Montecelio, dove nell'ottobre 1930 iniziarono i lavori che portarono alla fondazione della cosiddetta "Città dell'Aria" di Guidonia.

Il Ministero dell'aeronautica nel 1931

Dopo un'iniziale autonomia, con una legge del 1931 la Forza Aerea della Regia Marina venne posta sotto le dipendenze di un generale della Regia Aeronautica.
Il 28 ottobre del 1931 venne inaugurato il nuovo palazzo sede del Ministero dell'aeronautica e del relativo Stato maggiore, disegnato dall'architetto Roberto Marino.
Una legge del 6 gennaio 1931 definì la creazione del Ruolo servizi e una successiva legge del 21 maggio 1931 dispose che in esso venissero inquadrati gli ufficiali del Ruolo combattente, categoria Aeroporti e del Ruolo specializzato, categoria Governo.
La Regia Aeronautica, nella metà degli anni trenta, appariva come una delle migliori forze aeree sulla scena mondiale, grazie anche al successo del caccia biplano Fiat C.R.32 nella guerra civile spagnola e alle imprese aviatorie compiute. La realtà era però sostanzialmente un'altra, dato che le imprese in cui si era cimentata l'Aeronautica avevano spinto la sua evoluzione in una direzione sbagliata.

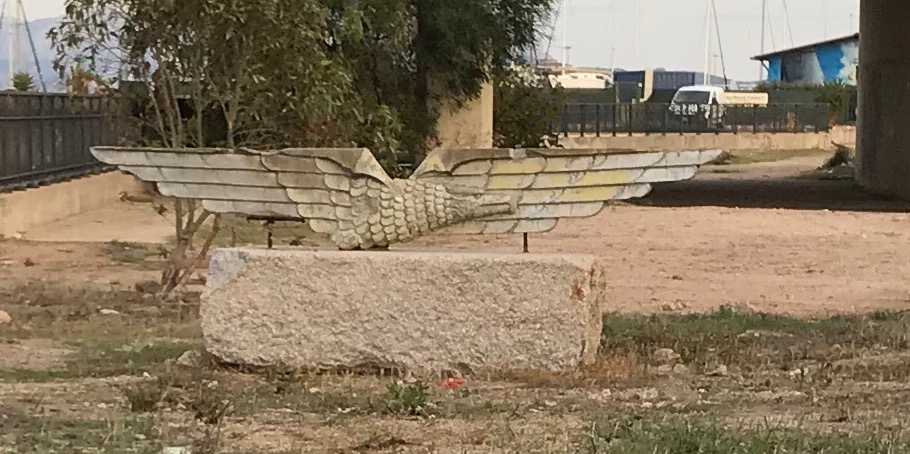
aquila della Regia Aeronautica, rinvenuta ad Olbia nei pressi dell'ex idroscalo durante i lavori di realizzazione di uno svincolo

Con regio decreto legge del 22 febbraio 1937 la Regia Aeronautica fu organizzata in Arma aeronautica, Corpo del genio aeronautico, Corpo del commissariato aeronautico, Corpo sanitario aeronautico e Scuole militari della Regia Aeronautica.
Gli ufficiali dell'Arma aeronautica furono articolati in Ruolo naviganti, Ruolo servizi e Ruolo specialisti.
Nel 1938 avvenne il primo arruolamento di ufficiali del Ruolo servizi: 230 sottotenenti in servizio permanente effettivo.

### Guerra d'Etiopia
La politica espansionistica di Mussolini entra nel vivo nell'ottobre 1935 quando iniziò la guerra d'Etiopia, primo banco di prova bellica per la nuova arma aerea. Per rispondere alle esigenze operative vengono costruiti 29 nuovi aeroporti in Eritrea e 54 in Somalia, con ampio ricorso all'arruolamento di ascari avieri. Nel maggio 1936 le truppe italiane entrano ad Addis Abeba grazie anche all'impegno della Regia Aeronautica concretizzatosi, data l'assenza di un'aviazione avversaria, in voli di ricognizione, trasporto e bombardamento, effettuato a volte anche con sostanze chimiche. Gli aerei utilizzati furono in un primo momento gli IMAM Ro.1, i Caproni Ca.97 e Ca.101 e i Fiat C.R.20, rimpiazzati col tempo dai più moderni IMAM Ro.37 e Caproni Ca.111 (ricognizione) e Caproni Ca.133 e Savoia-Marchetti S.81 (bombardamento).

#### La rivolta del Goggiam

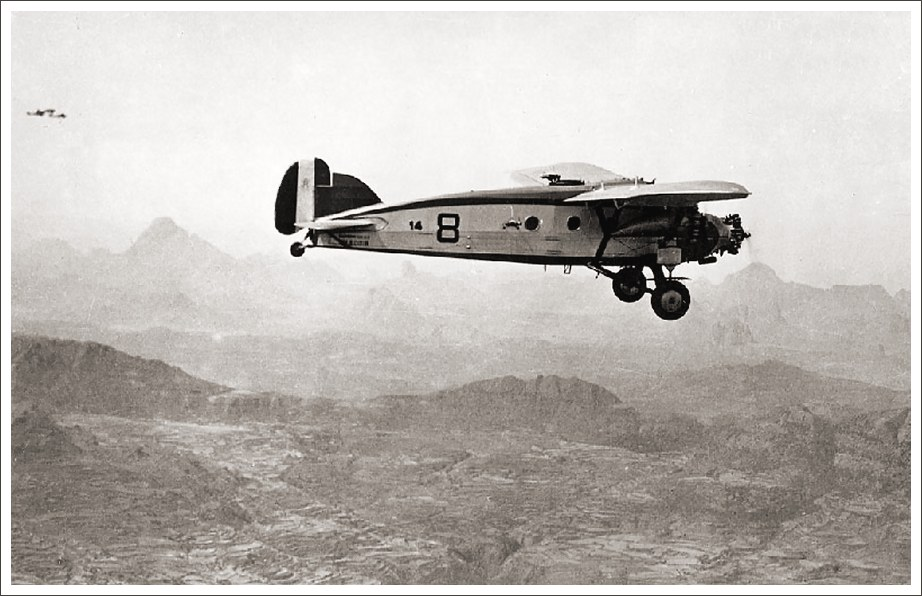
Un Caproni Ca.101 negli anni '30

Tra il 1937 e il 1938 le forze armate italiane in Africa orientale si trovarono impegnate in una dura lotta contro i guerriglieri, in particolare nella regione del Goggiam nel governatorato dell'Amara. La sera del 9 maggio 1936 Mussolini aveva proclamato la nascita dell'Impero italiano in Africa orientale e la fine della guerra in Etiopia. In realtà più di tre quarti del territorio etiope erano sotto il controllo di due armate etiopiche e decine di migliaia di guerriglieri al comando dei feudatari Amhara. Inoltre in agosto, nella stagione delle grandi piogge, Addis Abeba era rimasta praticamente isolata fino alla fine del settembre del 1936. Gli approvvigionamenti erano arrivati grazie alla linea ferroviaria di Gibuti, spesso assaltata dai guerriglieri, e al ponte aereo di Savoia-Marchetti S.M.81 e Caproni Ca.133 tra il porto di Assab e il centro ferroviario di Dire Daua.
Cessate le piogge e ripristinati i contatti con la capitale, furono inviati 80.000 soldati italiani, 105.000 indigeni e 8.600 uomini dell'aeronautica, con 250 aeroplani. Con queste forze furono sbaragliate le ultime resistenze nella zona. Le popolazioni borana, galla e quelle musulmane avevano preferito il governo italiano alla dominazione amhara, e anche una parte dei feudatari amhara avevano giurato fedeltà al Regno d'Italia. Rimanevano però comunque ampie sacche di malcontento, oltre che una certa volontà di rivalsa e vendetta, sia per le operazioni militari particolarmente cruente verso i civili, sia perché le popolazioni etiopiche erano abituate all'autogoverno e l'Impero d'Etiopia era uno stato antichissimo e radicato nell'immaginario di molte popolazioni. L'uso, relativamente indiscriminato, delle armi chimiche (in particolare iprite) da parte dell'artiglieria, del genio e dell'aviazione, e l'ordine di bombardare e mitragliare i capi di bestiame delle popolazioni ribelli, se da un lato aveva terrorizzato gli etiopi provocando fughe disordinate e diserzioni, dall'altro aveva anche rafforzato la volontà di resistere e accresciuto l'odio verso i colonizzatori.
Il clima che si avviava alla distensione, però, venne guastato dall'attentato avvenuto durante una cerimonia ad Addis Abeba il 19 febbraio del 1937, dove venne ferito lo stesso viceré Rodolfo Graziani ed il generale di Squadra Aurelio Liotta, comandante dell'Aeronautica dell'Africa Orientale italiana. La reazione italiana (Strage di Addis Abeba) colpì indistintamente popolazione civile e personaggi ritenuti poco affidabili. In particolare fu attaccato il clero cristiano copto, considerato (giustamente) fedele all'imperatore; questo però, oltre a causare la morte di centinaia di preti, monaci e seminaristi, urtò uno dei poteri culturali più forti e compatti del Paese.
Alla fine del maggio 1937 le principali basi aeree italiane dei governatorati erano state dotate di piste di volo preparate per ogni condizione atmosferica. Il campo di Addis Abeba era dotato di solide piste in macadam drenante e aviorimesse. Intanto il generale Gennaro Tedeschini Lalli era il nuovo comandante dell'Aeronautica dell'Africa Orientale italiana, subentrato al generale Liotta quando la situazione si era ormai calmata. Infatti se nel gennaio del 1937 erano state sganciate 126 t di esplosivo, nel luglio dello stesso anno ne erano state usate solo 16. La Regia Aeronautica aveva nella zona 35 squadriglie dislocate in quattro settori (ridotti a tre dopo la fine della guerriglia nell'Harar), con un totale di 258 velivoli, di cui 163 in linea di volo e altri 158 in riparazione. Vi era una scarsità di uomini a causa del fatto che la Regia era impiegata anche sul fronte spagnolo con l'Aviazione Legionaria.
Nell'agosto del 1937 una rivolta di vaste proporzioni divampò nel Goggiam, l'epicentro, nel Lasta e nel Baghemeder. Il Goggiam era una regione particolarmente isolata dell'Etiopia, a circa 2 500 m dal livello del mare, con al centro i monti Ciocché (4 300 m) circondata dal Nilo Azzurro e dalle zone semidesertiche del Sudan. La natura aveva incoraggiato lo spirito di indipendenza locale, sia contro il Negus che ora contro gli italiani, all'inizio accolti come liberatori. Gli stessi italiani infatti avevano fornito ai goggiamiti armi e rifornimenti per combattere l'autorità del Negus.
Le guarnigioni italiane erano state prese di sorpresa dalla rivolta e avevano dovuto ritirarsi nei centri principali. Solo l'aviazione aveva potuto fornire aiuto, con bombardamenti sui ribelli. Nell'ultima settimana di agosto una quarantina di bombardieri dovette impegnarsi a fondo per aiutare i distaccamenti di truppe isolate, scaricando 20,7 t di bombe, in particolare sugli uomini del degiac Hailù Chebbedè che assediavano Socotà. Il 23 agosto 300 uomini al comando di Umberto Nobile, del XXV battaglione coloniale, furono circondati nel Beghemeder da un migliaio di armati. Il 31 furono distrutte due compagnie che marciavano in loro soccorso e fu solo grazie all'intervento di un Caproni Ca.133, che riuscì a localizzarlo e a rifornirlo di munizioni, che il distaccamento scampò al massacro. Anche il presidio di Danghila sopravvisse grazie all'aviazione.
In settembre, malgrado il persistere di avverse condizioni atmosferiche, gli aerei continuarono la loro operazione di protezione delle forze terrestri. In ottobre alcuni Ca.133 furono spostati ad Alomanatà. La ribellione prese più vigore, obbligando l'aviazione ad intensificare le missioni. Il 24 ottobre sue S.M.81 e un Ca.133 di Addis Abeba avevano bombardato con iprite (dieci bombe C.500T) l'incrocio delle carovaniere Bot Gheorhis e Burié-Dembeccià, luogo di transito delle salmerie ribelli. Nello stesso mese vennero compiute missioni analoghe. In novembre la situazione era peggiorata anche nel Goggiam meridionale. Il 21 di quel mese l'aviazione intervenne per allentare la morsa su Dembeccià, Burié, Fagutta e Sikilà e altri centri attorno ad Engiabara. Il giorno successivo dodici Ca.133 bombardarono tutta la regione. I Caproni Ca.133 continuarono le operazioni di bombardamento e attacco al suolo anche in dicembre. Gli aerei erano abbastanza resistenti all'artiglieria leggera dei ribelli, ma non altrettanto gli equipaggi. Anche il presidio di Uomberà resisté grazie ai rifornimenti e agli spezzonamenti aerei. A fine dicembre il capitano Farello riuscì ad effettuate sortite da Motà da dove era assediato e a battere i ribelli.
Il giorno 6 dicembre tre Ca.133 furono chiamati a ripulire una zona dove sarebbe dovuta transitare la colonna del comandante Barbacini, ma le spezzoniere e i colpi di mitragliatrice a bassa quota non furono efficaci contro i ripari di roccia usati dagli etiopi. L'attacco decisivo di Manguscià si scatenò la mattina del 7 dicembre, tra il monte Ligg e il villaggio di Rob Gheveà quando i guerriglieri calarono dall'Amba Isorà riuscendo ad isolare i battaglioni in difesa delle salmerie. Due Ca.133 spezzonarono inutilmente la zona per togliere la pressione. La battaglia proseguì fino al pomeriggio, con i Ca.133 sempre attivi ma che comunque non riuscirono ad impedire il massacro degli italiani a terra. Il giorno dopo quattro Ca.144 attaccarono i ribelli mentre terminavano le spartizioni, lasciando la possibilità al grosso delle forze italiane rimaste di rifugiarsi a Mancit. Nei giorni successivi si unirono ai bombardamenti di quanto rimaneva dei ribelli altri bombardieri sino al 22 gennaio del 1938. Per la fine dell'anno gli italiani riuscirono a riprendere il controllo della situazione.

### La guerra civile spagnola
Alla guerra civile spagnola l'aviazione italiana partecipò con oltre 700 aerei e quasi 6.000 uomini, dando prova di efficienza e maturando esperienza nel combattimento aereo. Bisogna però sottolineare che la difesa aerea nemica era scarsa e poco agguerrita, falsando così il giudizio generale degli strateghi, che sopravvalutarono le effettive capacità degli aerei. Questo errore fu decisivo perché allo scoppio della seconda guerra mondiale la maggior parte dei velivoli si rivelò inadeguata e superata rispetto ai moderni mezzi alleati.
Nel 1936 Mussolini fu il primo a fornire aiuto ai Nacionales di Francisco Franco. L'impegno della Regia Aeronautica in Spagna durò dall'agosto 1936 al marzo 1939. Nei primi tre mesi arrivarono 9 Savoia-Marchetti S.M.81 (ne erano partiti 12 ma tre si persero a causa del sovraconsumo di combustibile dovuto al vento contrario e al volo in formazione), 45 Fiat C.R.32 e 21 ricognitori Ro.37bis nell'Aviazione Legionaria. Nella zona delle isole Baleari operarono 6 Savoia-Marchetti S.M.81 e 9 Fiat C.R.32.
Fu subito chiaro che non esisteva un caccia capace di competere con il Fiat C.R.32, e questo valeva sia nel caso degli apparecchi repubblicani, Polikarpov I-15bis ed I-16 sovietici e Dewoitine D.371 francesi, che nel caso di quelli della Legione Condor tedesca con i suoi 24 Heinkel He 51, ritenuti dallo stesso Franco inadeguati. Anche i veloci bombardieri Savoia-Marchetti S.M.81 e i Fiat B.R.20 erano impossibili da intercettare per i caccia repubblicani e molto apprezzati dagli spagnoli. Il bombardamento nazionalista solo in pochi e noti casi toccò i centri abitati, molto spesso per l'insistenza di Mussolini, dato che Franco preferiva non infiammare ulteriormente gli animi del popolo spagnolo. In particolare gli S.M.81, benché pochi, svolsero numerose missioni sia strategiche, con bombardamenti di obiettivi vitali, che tattiche appoggiando le truppe di terra.
Alla fine di ottobre 1936 l'URSS inviò un più congruo numero di aiuti, tra i quali 117 apparecchi per il fronte di Madrid e altri 30 per quello basco. Il 7 novembre 1936 quando i nazionalisti attaccarono Madrid, fu subito chiaro che i caccia He 51 tedeschi non erano minimamente in grado di misurarsi con i rivali sovietici, tanto che la Legione Condor sospese le operazioni di quegli aerei. In un vertice a Roma, il 6 dicembre, tra Mussolini, alcuni ministri e l'ammiraglio Wilhelm Canaris si decise di dividere l'onere del riarmo di Franco in modo tale che agli italiani sarebbe spettato il compito di fornire gli aerei da caccia e ai tedeschi quelli da bombardamento (vi fu anche un tentativo appoggiato dagli spagnoli di fornire caccia italiani ai tedeschi, ma fu immediatamente rifiutato).

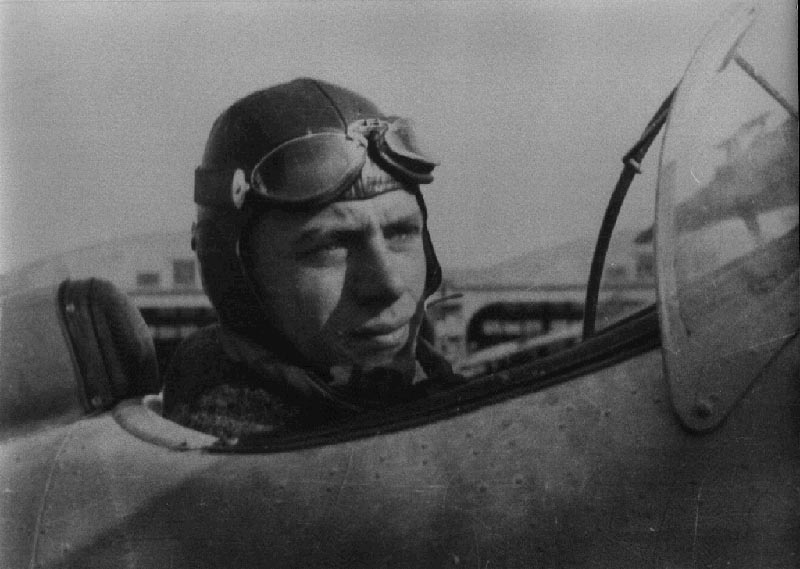
Giuseppe Cenni in Spagna a bordo di un Cr.32 della Cucaracha: a soli 21 anni fu tra i primi “assi” con 8 vittorie.

Il 22 dicembre 1936 sbarcò a Cadice il Corpo Truppe Volontarie e il contingente degli S.M.81 venne portato a sedici. In febbraio vennero definitivamente ritirati dal combattimento tutti gli He 51. Ai primi di marzo del 1937 l'Aviazione Legionaria poteva contare su 81 apparecchi. Durante l'offensiva nazionalista a Guadalajara, durata dal 6 al 22 marzo, gli apparecchi dell'Aviazione Legionaria, portati il più vicino possibile alla battaglia, si trovarono in difficoltà a causa delle avverse condizioni meteo. In quel periodo arrivarono alcuni nuovi Heinkel He 111. Dopo Guadalajara l'Aviazione Legionaria fu ulteriormente potenziata in tutte le componenti e durante la battaglia di Brunete grandi masse aeree si contesero il dominio dei cieli. Infatti l'aviazione repubblicana disponeva di 90 I-16, 105 I-15 e 195 bombardieri e ricognitori, mentre i nazionalisti contavano su 122 Fiat C.R.32 e 13 Messerschmitt Bf 109B1. I due gruppi da caccia italiani "Cucaracha" (XVI Gruppo) ed "Asso di bastoni" (I gruppo) furono responsabili dell'abbattimento di 64 degli 80 apparecchi sovietici abbattuti.
Alla battaglia dell'Ebro (27 luglio 1938) i reparti italiani costituivano il grosso dell'aviazione di Franco. Sull'Ebro comparvero anche tre bombardieri da picchiata Junkers Ju 87 Stuka che, assieme ai Breda Ba.65 d'assalto, furono molto apprezzati per la loro precisione di tiro. Anche i nuovi Bf 109C cominciavano ad essere efficaci contro i caccia repubblicani (sull'Ebro solo 3 Bf 109C andarono persi a fronte di 23 abbattimenti, mentre andarono persi 6 Fiat C.R.32 contro 78 abbattimenti).
Il 23 dicembre 1938 durante la decisiva offensiva nazionalista su 365 apparecchi in linea 84 erano tedeschi, 145 nazionalisti e 136 italiani, inoltre tutti gli apparecchi da caccia nazionalisti, 45 Fiat C.R.32, erano italiani così come il 70% dei bombardieri. L'Italia contribuì con una spesa totale di 6 miliardi di lire (75 000 uomini, 6 000 aviatori, 764 aerei, 157 carri armati, 1 800 cannoni).
L'Aviazione Legionaria rivendicò 903 vittorie aeree, una cifra ritenuta esagerata, probabilmente un numero più realistico è di 500 circa.
La Regia Aeronautica capì che erano necessari nuovi caccia più maneggevoli, ad ala monoplana con carrello retrattile ed abitacolo chiuso. Il nuovo apparecchio, il Fiat G.50, venne provato verso la fine della guerra nel 1938 (furono inviati 12 apparecchi di preserie), ma ormai gli avversari erano stati battuti e quindi non furono effettivamente provate le sue qualità, invero non così eccellenti per un aereo che avrà una carriera relativamente lunga. Il 10 giugno del 1939 1 800 aviatori si imbarcarono sul Duilio a Cadice per tornare a Genova. In Spagna rimanevano 193 caduti.
L'Aviazione Legionaria aveva perso 186 aerei, 86 in combattimento e 100 per altre cause.
Furono venduti al governo franchista tutti i velivoli (765 in totale), tranne qualche S.M.81 che necessitava di essere revisionato in patria.

### La mimetizzazione dei velivoli
L'esperienza italiana nella guerra civile spagnola portò ad un esteso utilizzo di schemi chiazzati di varie densità e combinazioni di verde, marrone e giallo sulle superfici superiori dell'aereo. L'inizio della seconda guerra mondiale rese evidente la necessità di adottare nuove mimetizzazioni congeniali ai vari terreni operativi quali le coste della Manica, l'Italia settentrionale, il deserto africano o le foreste dell'Africa orientale, a cui nel 1941 si aggiunse anche il fronte orientale.
Dal momento che non pochi aerei della Regia Aeronautica erano in legno e tela, la composizione delle vernici doveva essere per forza di cose diversa da quelle applicabili sulle strutture metalliche. Il problema portò la Direzione Superiore Studi ed Esperienze a condurre una serie di ricerche terminate nel 1941 che introdussero tre colori mimetici standard di base: verde 1090/96, marrone 1091/1095 e giallo 1092/1097. Per territori desertici era previsto anche il nocciola chiaro. Per gli aerei operanti sopra il terreno (non sul mare quindi) questi quattro colori vennero amalgamati in tre schemi:
- "continentale": base verde, sia come tinta omogenea che con spruzzi di giallo e marrone;
- "mediterraneo": combinazioni di colori a varie chiazze;
- "africano": base nocciola chiaro con opzionali e leggere chiazze di verde.

Nel 1943 la perdita dei territori africani significò la scomparsa del nocciola chiaro e l'innalzamento dello schema continentale a livrea standard, modificabile sul campo con macchie marroni o gialle a seconda del teatro di guerra. Per quel che riguarda invece i velivoli destinati a sorvolare principalmente il mare, dovevano essere verniciate in grigio-azzurro scuro con le superfici inferiori in grigio-azzurro chiaro. I colori degli aerei di preda bellica o stranieri solitamente non vennero modificati e le insegne nazionali furono dipinte sopra quelle originali. Fecero eccezione i Messerschmitt Bf 109 a cui venne aggiunto del grigio-azzurro chiaro e i Fieseler Fi 156 che utilizzarono nei Balcani il verde mimetico 2 e il grigio mimetico, e nel deserto il giallo con macchie verdi.
L'omogeneità teorica di colorazione venne però resa impossibile dalle fabbriche, ognuna con una propria sfumatura di colore, e dai "pittori" sul campo che applicavano la mimetica. La grande varietà di schemi mimetici era a volte esagerata anche dalle forniture locali su cui i reparti facevano affidamento per via della scarsità di rifornimenti. Non era raro vedere aerei della stessa squadriglia dipinti con vernici diverse.

### La seconda guerra mondiale
(Medaglia d'oro al valor militare conferita all'Aeronautica per la partecipazione alla seconda guerra mondiale)

#### Le forze a disposizione
Alla data di ingresso in guerra la Regia Aeronautica contava su una forza di 105.430 uomini, dei quali 6.340 piloti, ripartiti in 23 stormi da bombardamento terrestre, 2 da bombardamento marittimo, 1 stormo e due gruppi d'assalto, l'aviazione da osservazione aerea e da ricognizione marittima e 6 stormi ed 8 gruppi da caccia, dotati questi ultimi di un totale di 200 Fiat C.R.42, 177 Fiat C.R.32, 88 Fiat G.50 e 77 Macchi M.C.200. Gli aerei in servizio messi in allerta per la guerra (operazione PR 12) una settimana prima il 10 giugno erano 3.269 (1.332 bombardieri, 1.160 caccia, 497 ricognitori e 307 idrovolanti) ma solo 1.796 erano in perfette condizioni per volare e combattere.

#### Le mancanze dell'Aeronautica

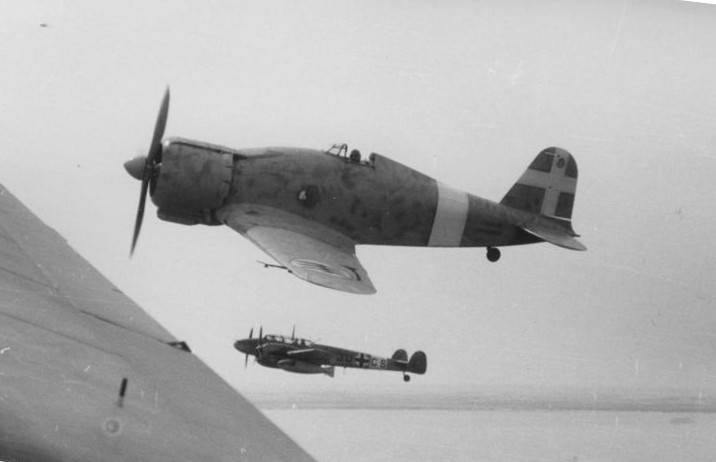
Un caccia Fiat G.50 scorta alcuni Messerschmitt Bf 110 del Zerstörergeschwader 26, nel 1941

Quando l'Italia entrò nella seconda guerra mondiale, il 10 giugno 1940, le sue forze armate erano impreparate per un conflitto di simili proporzioni. A dispetto della propaganda che ne esaltava la forza e l'immaginario collettivo, anche internazionale, la Regia Aeronautica, nonostante i record ottenuti nel periodo interbellico e le due campagne militari in Etiopia e in Spagna, non faceva eccezione. L'intervento a sostegno dei franchisti anzi l'aveva depauperata di risorse, uomini e mezzi e ne aveva instillata una falsa percezione di superiorità fondata sugli obsoleti C.R.32 ed S.M.79. L'industria aeronautica, incentrata sui bombardieri ritenuti da Mussolini fondamentali per mettere in atto una guerra lampo simile a quella tedesca, non era in grado di sostenere i livelli di produzione di massa raggiunti da Gran Bretagna, USA e Germania.
Fin dal 1936 lo Stato Maggiore aveva incominciato il Programma R (Rinnovamento), da attuarsi entro il 1940, che prevedeva per l'arma 27 stormi da bombardamento, un gruppo di bombardieri a lungo raggio, 2 stormi e un gruppo da bombardamento marittimo, uno stormo da trasporto, 10 stormi da caccia terrestre, un gruppo da caccia marittima e due stormi d'assalto (ovvero da appoggio tattico). L'evidente sproporzione tra caccia e bombardamento era dovuta, oltre alla già citata intenzione di mettere in atto una guerra lampo, alla sicurezza nelle doti velocistiche degli S.M.79, B.R.20 e dei futuri CANT Z.1007, imprendibili per un Fiat C.R.32 ma alla portata dei caccia esteri di nuova generazione. Infine si scelsero troppi tipi differenti di apparecchio per le varie specialità, col risultato di una difficile industrializzazione e un'altrettanto difficile gestione logistica di pezzi di ricambio e specialisti.
Le tattiche erano le stesse usate nel primo conflitto mondiale e l'addestramento dei piloti era per certi aspetti carente, specialmente quello dei mitraglieri di bordo e dei navigatori. In particolare i piloti da caccia venivano addestrati all'acrobazia e non al tiro: questo permise una certa resilienza, ma sfavorì i buoni risultati nelle intercettazioni. Problemi analoghi affliggevano i reparti da bombardamento e d'assalto, con pochi piloti che avevano potuto eseguire missioni realistiche, con bombe reali, in poligono. Mancava del tutto un piano di modernizzazione radicale degli aerei in uso: i più veloci monoplani Fiat G.50 e il Macchi M.C.200 erano inferiori in numero ai biplani C.R.42 e C.R.32, e per certi versi malvisti dai piloti data la loro inferiore agilità; il primo vero monoplano moderno, il Macchi M.C.202, arrivò solamente nell'autunno 1941 e non fu mai prodotto in quantità sufficienti da rimpiazzare in toto il suo predecessore, M.C.200. Tutti questi problemi ebbero il loro peso nella sconfitta contro il principale nemico che la Regia Aeronautica affrontò dal 1940 al 1943, la Royal Air Force (RAF) britannica, comunque messa seriamente sotto pressione nell'Africa orientale e, per un breve periodo, anche in Africa settentrionale.
Alcuni problemi si trascinarono per tutta la guerra: l'aviazione italiana utilizzava benzina ad 87 ottani, mentre altri belligeranti iniziavano ad usare benzine speciali d'aviazione ad alto numero di ottani (in particolare USA e UK dall'inizio del conflitto, URSS e Germania dal 1941-1942), oltre tutto i carburanti erano scarsi e mancavano grosse riserve. Le armi di bordo erano di mediocre qualità, in particolare mancavano cannoni aerei da 20mm di produzione e progettazione nazionale (vennero poi adottati quelli tedeschi) mentre le mitragliatrici pesanti, pur considerate buone (anche in virtù delle munizioni esplosive), erano particolarmente pesanti e avevano una cattiva sincronizzazione e un basso livello di fuoco (si paragonino le Breda-SAFAT italiane con le Gebauer 1940.M ungheresi o con le Browning M2 americane con proiettile molto più pesante), mentre le mitragliatrici leggere non avevano un proiettile incendiario paragonabile a quelli britannici né un volume di fuoco simile a quello delle armi sovietiche, e apparivano mediocri anche in confronto a quelle di altre nazioni.

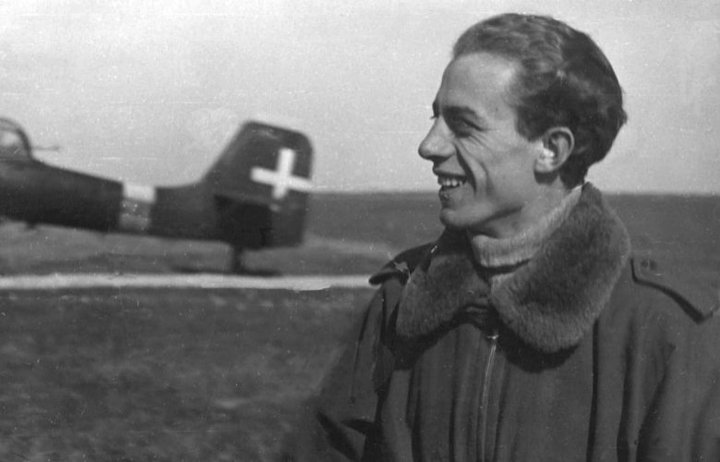
Giuseppe Cenni l'asso dei "tuffatori" con il suo Stuka sullo sfondo (Galatina, 1941).

Mancavano dottrine d'impiego antinave moderne e il necessario addestramento congiunto con la Regia Marina; mancavano completamente i bombardieri in picchiata (almeno efficienti, si riparò a questa carenza importando Junkers Ju 87 tedeschi), mentre gli aerosiluranti furono adottati a guerra già iniziata; inoltre le bombe antinave italiane o erano vecchie e di tipo dirompente (come quelle da 500 kg) o dotate di spolette assolutamente inefficienti (come le perforanti da 630 kg). Solo le motobombe F.F.F. (delle mine semoventi aviolanciabili) erano notevoli, ma furono ordinate in piccole serie e impiegate poco (mentre furono fornite in buon numero ai tedeschi, che riuscirono a valorizzarle).
I sistemi di puntamento dei bombardieri erano antiquati e mancavano sistemi di predizione del tiro paragonabili al Norden; i piloti dei bombardieri all'inizio della guerra riuscivano a realizzare salve di bombe piuttosto vicine all'obbiettivo solo perché spesso erano veterani dei conflitti d'Etiopia e di Spagna, i loro rimpiazzi, imperfettamente addestrati e privi di sistemi di puntamento paragonabili ai computer analogici oramai in uso in buona parte delle potenze mondiali, erano destinati a colpire il bersaglio più per fortuna che per abilità.
Mancavano i Radar e deficitario risultava tutto il sistema di allarme e controllo dei velivoli nemici; solo nel luglio del 1942 i tedeschi cedettero agli italiani un unico Freya, che fu impiegato in nord-Africa e in Sicilia. Le ricerche sui radar, sottofinanziate e considerate poco importanti (la Regia Aeronautica e la Regia Marina, a differenza della RAF, non aveva consulenti scientifici, né civili, né militari), furono iniziate dalla Regia Marina, dopo che nel 1935 proprio l'aeronautica aveva rinunciato a avvalersi di una proposta di Marconi per un radar terrestre. Il prototipo della marina fu sviluppato con grandissima lentezza e pochissima spesa (un budget di meno di 20.000 lire l'anno) da parte del soligno professor Ugo Tiberio. Solo nel 1941 l'aeronautica chiese di essere messa a conoscenza di quest'arma (ancora ben lungi dall'essere pronta), istituendo a Guidonia un comando dedicato, che produsse, a fine 1942, un apparecchio operativo (denominato ARGO, di tipo non mobile) presso l'aeroporto di Pratica di Mare.
Anche nel campo della radio-intercettazione si sviluppò un certo ritardo, colmato in parte dagli apparecchi "Filippa" (dal nome del suo inventore), capaci di ricevere sia in VHF che in HF. Furono utilizzati soprattutto dalla Sicilia, ma, pur pronti nel 1940, furono ritenuti importanti solo nel 1942(quando i britannici non usavano più le linee HF). Verso il 1943 erano disponibili anche dei rudimentali apparecchi di disturbo radar e radio. Quanto ai radar di bordo, venne pensato solo nel 1943 con il modello l'RTD Arghetto o Vespa, 300 mhz (1 metro di lunghezza d'onda) con antenne tipo Yagi una ricevente e una trasmittente, nelle estremità alari. Era pensato in due versioni, una per gli intercettori (denominata anche LEPRE RDT 8) e una per l'esplorazione navale e il siluramento notturno. Erano quasi ultimati per l'armistizio, a livello di prototipo, mentre sarebbero entrati in servizio verso il 1944. Contemporaneamente si cercava di copiare il dispositivo IFF britannico, visto che i tedeschi non avevano comunicato le caratteristiche dei loro. Alcuni (pochi) radar da intercettazione tedeschi furono, però, ceduti con i caccia notturni Dornier Do 217.
Mancava quasi completamente un coordinamento tra l'aeronautica e l'artiglieria contraerea, che a sua volta dipendeva in parte dalla DICAT, in parte dal Regio Esercito e, per le "piazze marittime" dalla Regia Marina; mancavano, inoltre, completamente i caccia notturni e una dottrina d'impiego notturno per i caccia, i tentativi di risolvere questa mancanza furono episodici fino al '43; questo rese le incursioni aeree della RAF relativamente facili, malgrado il volo dal sud dell'Inghilterra al triangolo industriale non fosse né breve né privo di problemi. Nel 1943, con la conquista del Nord-Africa e l'arrivo dei bombardieri diurni la difesa aerea divenne praticamente impossibile, anche perché mancavano sia i caccia pesanti, che gli intercettori con pesante armamento e grande velocità di salita necessari.
Mancava una programmazione industriale in particolare di tipo politico-ministeriale; ad esempio malgrado l'Italia detenesse il record di quota mancavano ricognitori strategici d'alta quota; la progettazione di motori aeronautici era stata trascurata e i progetti in produzione, in genere rielaborazioni di modelli stranieri (radiali) su licenza, risultarono antiquati e sottopotenziati (almeno fino al 1942-1943), mentre le tecnologie sviluppate a livello nazionale (come i motori in linea raffreddati ad aria) si rivelarono dei vicoli ciechi tecnologici, si corse ai ripari con motori in linea tedeschi prodotti su licenza per i caccia e in numero insufficiente.
Gli aeroporti erano mal strutturati, privi di mimetizzazione, piste di decentramento e piazzole con barriere anti schegge (inoltre la riparazione delle piste fu un altro tallone d'Achille); inoltre era stata sottovalutata la protezione delle piste contro incursori e commando, i britannici riuscirono ad ottenere alcuni ottimi risultati (in Egeo) prima che si riuscisse a porvi rimedio.
La guida politica del paese non aveva mai dato direttive chiare all'aeronautica negli anni '30, e continuò a darne di contraddittorie anche durante il conflitto; mancò la comprensione di quanto fosse importante far crescere l'arma aerea qualitativamente e quantitativamente; la burocrazia militare era pesante e non aiutò a velocizzare lo sviluppo dell'arma area, mentre la burocrazia politica e gli interessi tra mondo industriale e politico rendevano ancora più faticoso il processo di crescita e sviluppo.
Inoltre il rinnovamento del materiale, specie per i bombardieri, fu particolarmente lento, anche per il fallimento del concorso del 1938. All'inizio della guerra il grosso degli stormi da bombardamento era composto da S.M. 79 "Sparviero" (trimotore) e B.R. 20 "Cicogna" (bimotore), aerei inadeguati anche se il primo si rivelò un discreto aerosilurante, mentre stava entrando in servizio un discreto bombardiere in quota il CANT Z.1007 "Alcione" (che però era ligneo, trimotore e fragile, e risaliva ad un progetto del 1935, antiquato nel 1943). Per sostituire tutti e tre questi modelli era stato scelto il CANT Z.1018 "Leone", un buon bimotore veloce e polivalente, che però entrò in produzione solo a ridosso dell'armistizio dopo più di tre anni di sperimentazione, malgrado il prototipo avesse volato già nel 1939.
Non fu mai prodotto un bombardiere veloce leggero della categoria del Bristol Beaufighter britannico, il candidato credibile (il Ca 331 "Raffica") non risolse mai i suoi problemi di motorizzazione (ed era "troppo moderno" per l'industria nazionale, a corto di duralluminio, ma aveva anche diversi difetti intrinseci, e non sarebbe mai stato un buon caccia-bombardiere visto che faceva quota con estrema lentezza). Furono invece impiegati numerosi derivati del Caproni Ca.309 "Ghibli" e del Ca. 310 "Libeccio", fino al Ca. 314, lenti e inadeguati, erano polivalenti, ma incapaci di eccellere in qualsiasi ruolo in cui vennero impiegati.
Il sostituto del S.M.79, il Savoia-Marchetti S.M.84, fu derivato dallo Sparviero con una certa velocità (primo volo 5 giugno 1940, entrata in servizio febbraio 1941), ma si rivelò un terribile fallimento, oltre a rimanere legato alla costosa formula trimotore, particolarmente dispendiosa per l'industria nazionale.
Nel campo dei bombardieri in picchiata e degli assaltatori la situazione fu ancora più drammatica, con il fallimento clamoroso del Breda Ba.88 "Lince", la Regia dovette ripiegare sull'importazione di bombardieri tedeschi Ju 87 (e poi anche piccole serie di Ju 88), senza riuscire a schierarne mai un numero sufficiente, mentre gli IMAM Ro.57bis, derivati da un prototipo di caccia pesante dei tardi anni '30, entrarono in servizio solo nel 1943 e si rivelarono aerei men che mediocri, soprattutto nella precisione. Nella categoria dei bombardieri pesanti fu scelto il Piaggio P.108 del 1939, di discreta qualità ma difficile da produrre in grandi serie e afflitto da numerosi problemi ai propulsori che ne ritardarono l'entrata in servizio (primavera 1941), non ne furono disponibili mai grossi quantitativi e molti esemplari furono in riparazione per la maggior parte della loro vita operativa.
La situazione della caccia non era particolarmente migliore, con un ritardo tecnologico che nel 1940 iniziava a risultare evidente anche verso i progetti e i prototipi di diverse nazioni "secondarie" del panorama internazionale (Olanda, Polonia, Jugoslavia, Romania...), per tacere delle maggiori potenze. Il principale problema, dopo l'armamento povero e la cattiva qualità degli apparati radio (problema condiviso da molti belligeranti), era la scarsa potenza dei propulsori affidabili di produzione nazionale (e la scarsissima affidabilità dei propulsori nazionali di potenza superiore), questa deficienza fu affrontata e apparentemente risolta all'inizio della guerra importando prima il motore tedesco DB 601 (poi prodotto su licenza dall'Alfa Romeo, anche se con una leggera riduzione delle prestazioni) e, dopo il 1942, del DB 605 (prodotto su licenza anche dalla FIAT). Questo permise nel corso del 1941 di mettere in produzione alcuni caccia relativamente moderni (Macchi M.C.202 e Reggiane Re.2001), ma non in numero sufficiente, costringendo a mantenere aperte le linee di produzione di apparecchi realmente antiquati e anacronistici, come i biblani FIAT C.R.42 e i monoplani FIAT G.50 e Macchi M.C.200, usati (con maggiore successo) anche come assaltatori. Alcuni dei caccia in linea nel 1939-1940 erano ancora impiegati come caccia-intercettori o caccia-bombardieri nel 1943, quando risultavano più lenti della maggior parte dei bombardieri nemici. Il numero di caccia prodotti (anche in piccolissime serie come gli F 5 della Caproni) disperse le energie produttive e complicava la logistica, questo vizio (che era sintomatico del grande potere che le fabbriche avevano sulle decisioni dello stato maggiore) permase fino al 1943, quando erano in produzione, oltre ai 3 caccia della serie 5, anche altri progetti di dubbia qualità (come quelli della serie SAI Ambrosini) o anacronistici.
Nel 1940 non erano disponibili caccia notturni di produzione nazionale, nel corso del conflitto furono modificati ad un ruolo notturno alcuni caccia monoposto diurni (C.R.32 e C.R.42, Re.2001), ma, prima della guerra e all'inizio di questa, non furono presi in considerazione caccia pesanti notturni (anche se esistevano i progetti per un CANT Z 1018 caccia notturno e addirittura un prototipo di Caproni Ca 331CN), vista la gravità di questa mancanza verso la fine della guerra si importò a questo scopo un piccolo lotto di Dornier Do 217. Alla fine degli anni '30 erano stati proposti alcuni caccia pesanti (FIAT C.R.25 e IMAM Ro.57) che furono scartati, anche se dal prototipo IMAM fu elaborato un prototipo di caccia pesante moderno (ma di difficile produzione e difficilissimo pilotaggio) l'IMAM Ro.58, mentre furono importati alcuni caccia tedeschi Messerschmitt Bf 110. La Regia Aeronautica però rimase coerente con le sue scelte, i caccia pesanti furono giudicati di scarsa utilità negli anni '30 e furono poco considerati anche nel corso della guerra.

#### La campagna contro la Francia
Verso la fine del 1939 divenne capo di Stato Maggiore della Regia Aeronautica il generale Francesco Pricolo. All'inizio di settembre intanto Germania aveva invaso Polonia, mentre Francia e Regno Unito si unirono in sua difesa. L'Italia scelse di dichiararsi inizialmente "non belligerante", a causa anche dell'impreparazione per un conflitto. I notevoli successi tedeschi al fronte fecero però cambiare idea a Mussolini che il 10 giugno del 1940 dichiarò guerra a Francia e Regno Unito.
Sul fronte francese operava la 1ª Squadra aerea con tre stormi da bombardamento e tre da caccia (3º, 53º e 54º), appoggiata anche dalla 2ª Squadra aerea e dall'Aeronautica della Sardegna contro la Corsica e la Francia meridionale. Nel confronto con i Dewoitine D.520 e Morane-Saulnier MS.406, i Fiat C.R.42, armati con due mitragliatrici Breda-SAFAT da 12,7 millimetri sincronizzate e sparanti attraverso il disco dell'elica, evidenziarono carenze in termini di velocità e armamento mentre confermarono la buona manovrabilità. Il 15 giugno, aerei del 53° Stormo attaccarono le basi aeree francesi e si scontrarono con i Dewoitine D.520 e i Bloch MB.152, sostenendo otto uccisioni per cinque perdite. A seguito di raid contro Torino, la Regia Aeronautica fu obbligata a creare la sua prima unità di caccia notturna, denominata "Sezione Caccia Notturna", basata nell'aeroporto di Roma-Ciampino e dotata di tre C.R.32 dipinti di nero e dotati di scarichi antifiamma.
 Nel diario di Galeazzo Ciano, che prese personalmente parte alla campagna a capo di un gruppo da bombardamento, vengono menzionati dei bombardamenti in Corsica tra 16 e 17 giugno, in particolare a Calvi, Borgo, e Bastia. Il 17 giugno, gli italiani bombardarono il centro di Marsiglia, uccidendo 143 persone e facendo 136 feriti. Il 21 giugno bombardarono il porto in un raid diurno e nel seguente attacco notturno. Combattimenti aerei si ebbero anche nei cieli della Tunisia, con perdite da ambo le parti. Il 17 giugno, alcuni idrovolanti CANT Z.506B della 4ª Zona Aerea in Italia meridionale si unirono ad alcuni SM.79 per bombardare Biserta in Tunisia. Le ultime operazioni aerei italiane contro la Francia si ebbero il 19 giugno per opera degli aeroplani delle 2ª e 3ª Squadre Aeree dalla Sardegna contro bersagli in Corsica e Tunisia. Il 21 giugno, 9 bombardieri italiani attaccarono il cacciatorpediniere francese Le Malin, senza però infliggere particolari danni.
Intanto il 22 giugno la Francia capitolò, lasciando libera la 5ª Squadra Aerea in Libia, fino a quel momento pronta a colpire la Tunisia, di concentrarsi sul fronte egiziano. Durante la battaglia delle Alpi Occidentali la caccia italiana registrò 1.170 ore di volo e 1337 sortite aeree, 276 tonnellate di bombe sganciate, 10 aerei francesi distrutti in volo  e 40 a terra, a fronte di 10 aerei persi in combattimento aereo e 24 membri di equipaggio uccisi.

#### Sul canale della Manica
Pensato come aiuto all'invasione del Regno Unito progettata dai tedeschi (operazione Leone marino), il Corpo Aereo Italiano (CAI) fu inviato da Mussolini in Belgio alla metà dell'ottobre 1940, quando la progettata invasione era già stata procrastinata a data indefinita e la RAF era tornata pienamente efficiente nella battaglia d'Inghilterra. Il CAI era composto da due stormi da bombardamento (il 13º e il 43º, 75 Fiat B.R.20 in tutto) e il 56º Stormo Caccia Terrestre al comando del generale di squadra aerea Rino Corso Fougier equipaggiato con 50 C.R.42 e 48 G.50; erano anche aggregati al corpo 5 CANT Z.1007 con funzioni da ricognizione. L'integrazione con le forze tedesche fu difficile, i bombardieri, privi di attrezzature antighiaccio, non poterono operare con continuità, mentre i caccia erano inferiori per quota di tangenza (quota massima raggiungibile), armamento e velocità agli Spitfire britannici (senza contare che i C.R.42 erano privi della radio di bordo). Fu difficoltoso persino lo spostamento dall'Italia all'aeroporto di Ursel in Belgio, dove il CAI era giunto per intero il 19 ottobre: in questa data il numero di caccia pronti al combattimento era sceso a 47 C.R.42 e 42 G.50.
Il CAI operò per la prima volta la notte del 25 ottobre bombardando Harwich. Il 30 dello stesso mese quindici bombardieri eseguirono un'altra missione di bombardamento scortati da 70 caccia. L'11 novembre, mentre i CANT Z.1007 effettuavano un raid diurno diversivo su Great Yarmouth, dieci B.R.20 scortati da quaranta C.R.42 puntarono di nuovo su Harwich insieme agli Junkers Ju 87 della Luftwaffe (l'aeronautica militare tedesca). Gli Hurricane della RAF riuscirono ad intercettare questa formazione e il CAI perse tre bombardieri e tre caccia, mentre altri tre B.R.20 danneggiati si schiantarono al suolo durante il ritorno alle basi di partenza, mentre ben diciannove caccia furono obbligati dalla mancanza di carburante ad atterrare in aeroporti più vicini. Il CAI non tentò mai più sortite diurne. Nel corso di una missione di caccia libera tra Ramsgate e Folkestone occorsa il 23 novembre, vennero abbattuti due dei ventinove C.R.42 che ingaggiarono battaglia con venti caccia della RAF.
L'esperienza del CAI terminò il 3 gennaio 1941, ma le unità erano pronte al rimpatrio già alla fine di dicembre. Richiesti sul fronte greco e africano, partirono tutti gli equipaggi tranne quelli di qualche G.50 della 352ª e 353ª Squadriglia, rimasti in Belgio fino alla primavera per condurre pattugliamenti tra Dunkerque e Calais. Gli aerei della RAF vennero avvistati solo una volta ma non ci fu nessuno scontro. Il 15 aprile venne diramato l'ordine di rientro a Ciampino anche a questi ultimi G.50. Il CAI sganciò in totale 54 tonnellate di bombe, mentre la caccia compì 883 missioni perdendo nove aerei avendone altri nove danneggiati.

#### Grecia e Albania

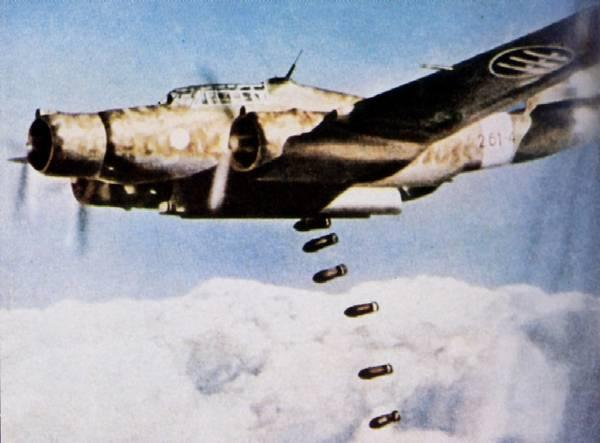
Un CANT Z.1007bis scarica le sue bombe sul fronte dei Balcani nell'estate 1941

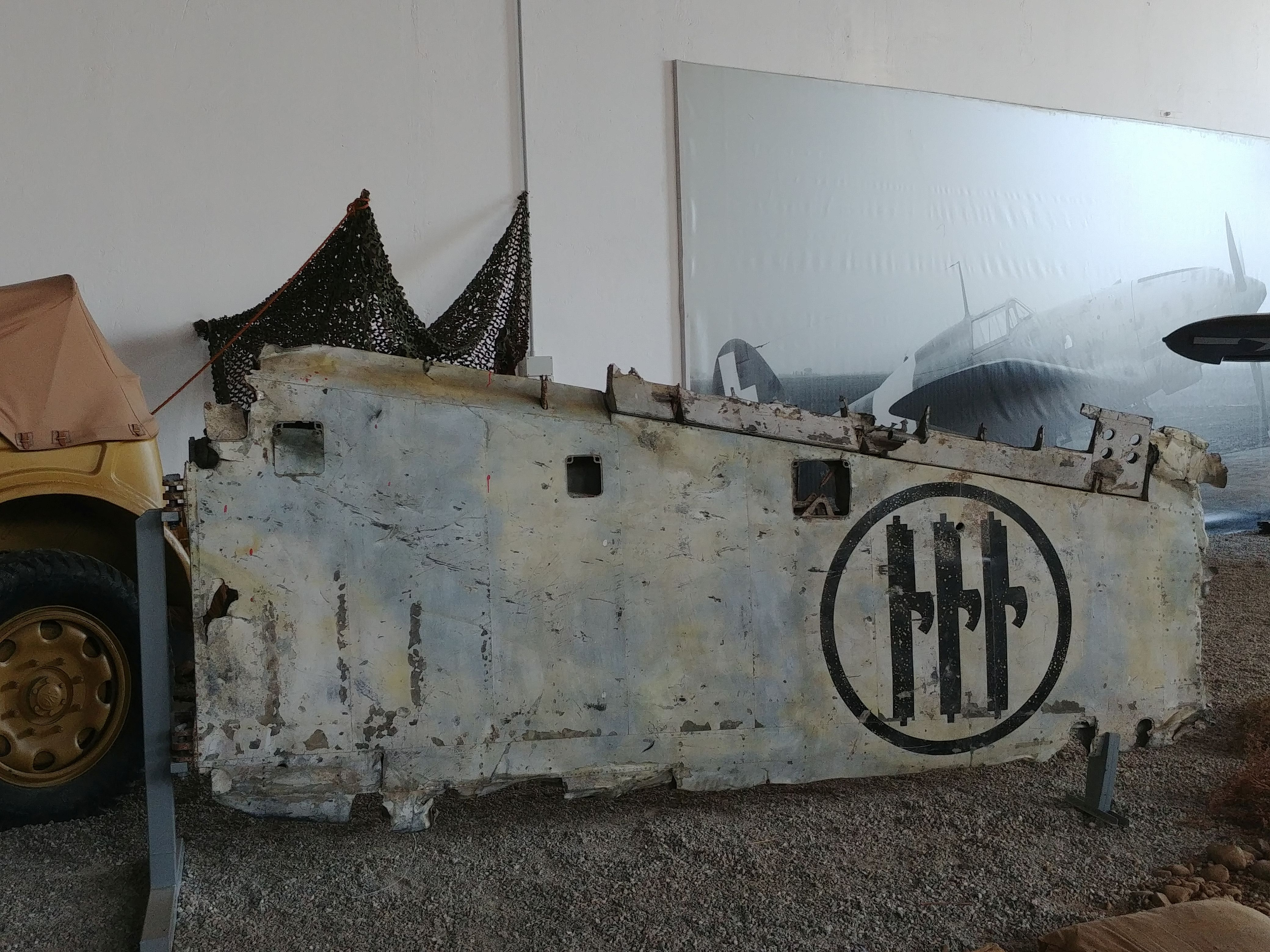
Semiala di un Fiat G.50 ritrovata in Grecia e ora conservata al Parco e Museo di Volandia.

Il 28 ottobre 1940 prese il via la campagna italiana di Grecia. Eccetto qualche missione sui porti e i centri logistici, la caccia italiana si scontrò raramente, durante i primi giorni dell'offensiva, contro gli aerei greci. L'arrivo della RAF a novembre cambiò la situazione. Il 19 di quel mese ad esempio nove Gloster Gladiator dell'80º Squadrone e tre PZL P.24 greci intercettarono alcuni C.R.42 e G.50 rispettivamente del 160º e XXIV Gruppo, abbattendo quattro aerei perdendo un solo Gladiator. Per la fine del mese la Regia Aeronautica ricevette rinforzi in Italia meridionale, tra cui alcuni caccia Macchi M.C.200 che dovettero fronteggiare gli Hurricane della RAF fatti arrivare dall'Egitto.
Il 21 dicembre quindici C.R.42 incontrarono nuovamente i Gladiator dell'80º Squadrone: sebbene le parti dichiararono l'abbattimento di otto C.R.42 e nove Gladiator, in realtà sia la RAF che la Regia Aeronautica persero due aerei ciascuna. L'andamento del conflitto privò l'aeronautica italiana nella primavera 1941 di alcune basi avanzate in Albania, ma altrove le posizioni erano sicure con il 154º Gruppo a Berat, la 384ª Squadriglia a Devoli, il 150º Gruppo a Valona e il 24º Gruppo diviso tra Scutari e Tirana. La crescita numerica della RAF mise la caccia italiana sotto pressione, alleggerita solo nell'aprile 1941 con l'arrivo delle forze tedesche impegnate nell'operazione Marita. Per prepararsi alla nuova offensiva la Regia Aeronautica aumentò il numero degli M.C.200 tra i ranghi e, grazie anche alla Luftwaffe, il 23 aprile la Grecia firmò l'armistizio.
La caccia italiana svolse oltre 14.000 sortite, per un totale di 21.000 ore di volo.
La Campagna di Grecia costò alla Regia Aeronautica 79 aerei distrutti (65 abbattuti e 14 distrutti a terra) e più di 400 danneggiati, a fronte della rivendicazione di 218 aerei greci e britannici e 55 probabili.

#### Africa orientale
L'entrata in guerra colse l'aeronautica dell'Africa Orientale Italiana (AOI) praticamente isolata dalla madrepatria, circondata da territori controllati dagli avversari ed equipaggiata principalmente con aerei datati. Il 10 giugno 1940 in AOI la Regia Aeronautica aveva 323 aerei di cui 81 inservibili. I caccia erano 14 C.R.42 e 32 C.R.32, divisi in quattro squadriglie (409ª, 410ª, 411ª e 413ª). Il simbolo di teatro di guerra applicato sui velivoli era una croce di sant'Andrea verticale nera applicata su fondo bianco in fusoliera. Le aeronautiche dell'Impero britannico disponevano di un totale di 370 aerei, anche questi principalmente di vecchio tipo sebbene vi fossero in linea alcuni Hurricane a Blenheim. Inoltre, le forze Alleate non avevano problemi di rifornimenti.
L'Italia prese l'iniziativa e nell'agosto 1940 conquistò la Somalia Britannica con la Regia Aeronautica impegnata, con buoni risultati, a distruggere al suolo i velivoli Alleati a Burao, La Faruk e Hargheisa. Fu in AOI che, l'11 febbraio 1941, morì l'asso Mario Visintini, scontratosi a causa del maltempo contro una montagna mentre cercava un pilota italiano disperso. Nella primavera 1941 le aeronautiche Alleate furono rinforzate da aerei più moderni mentre, al contempo, gli italiani avevano difficoltà di rifornimento sempre maggiori: l'unico modo di trasportare cinquanta C.R.42 nel settore fu quello di caricarli, smontati, nei Savoia-Marchetti S.M.82. Nonostante tutto, al momento della controffensiva britannica dell'aprile 1941 l'aeronautica dell'AOI aveva solamente 2 S.M.79, quattro Ca.113, 5 C.R.42 e 1 C.R.32 in grado di volare. Dopo la seconda battaglia dell'Amba Alagi la situazione degli italiani era ormai compromessa. La Regia Aeronautica continuò comunque a compiere qualche sporadico volo nell'Etiopia occidentale a supporto delle forze terrestri, come fece durante la battaglia di Gondar, ma nel novembre 1941 la gravità della situazione impose la distruzione di tutti i velivoli per non farli cadere in mano nemica. Nei quasi diciotto mesi di campagna, non meno di sette piloti italiani si aggiudicarono lo status di "asso dell'aviazione" (più di cinque aerei abbattuti).

#### Africa settentrionale
Qui l'aviazione ricevette il compito di contrastare le rapide incursioni britanniche (anche 400 km) sul territorio occupato dagli italiani. Negli attacchi ai commando britannici vennero impiegati persino gli S.M.79 e, con più successo, i Breda Ba.65, e qualche Fiat C.R.32 veterano. I caccia italiani si trovarono già in difficoltà contro i Bristol Blenheim, ma quando furono in linea anche gli Hurricane si dovette attendere l'arrivo dei Fiat G.50 e dei Macchi M.C.200 per ristabilire un certo equilibrio.
In autunno l'armata italiana era giunta sino a Sidi el Barrani, ma già in dicembre i britannici costrinsero gli italiani ad una prima ritirata dalla Cirenaica. L'aviazione italiana dovette intervenire ripetutamente per rintuzzare un avversario inferiore in numero ma superiore per agilità e per qualità di armamento.

#### Malta

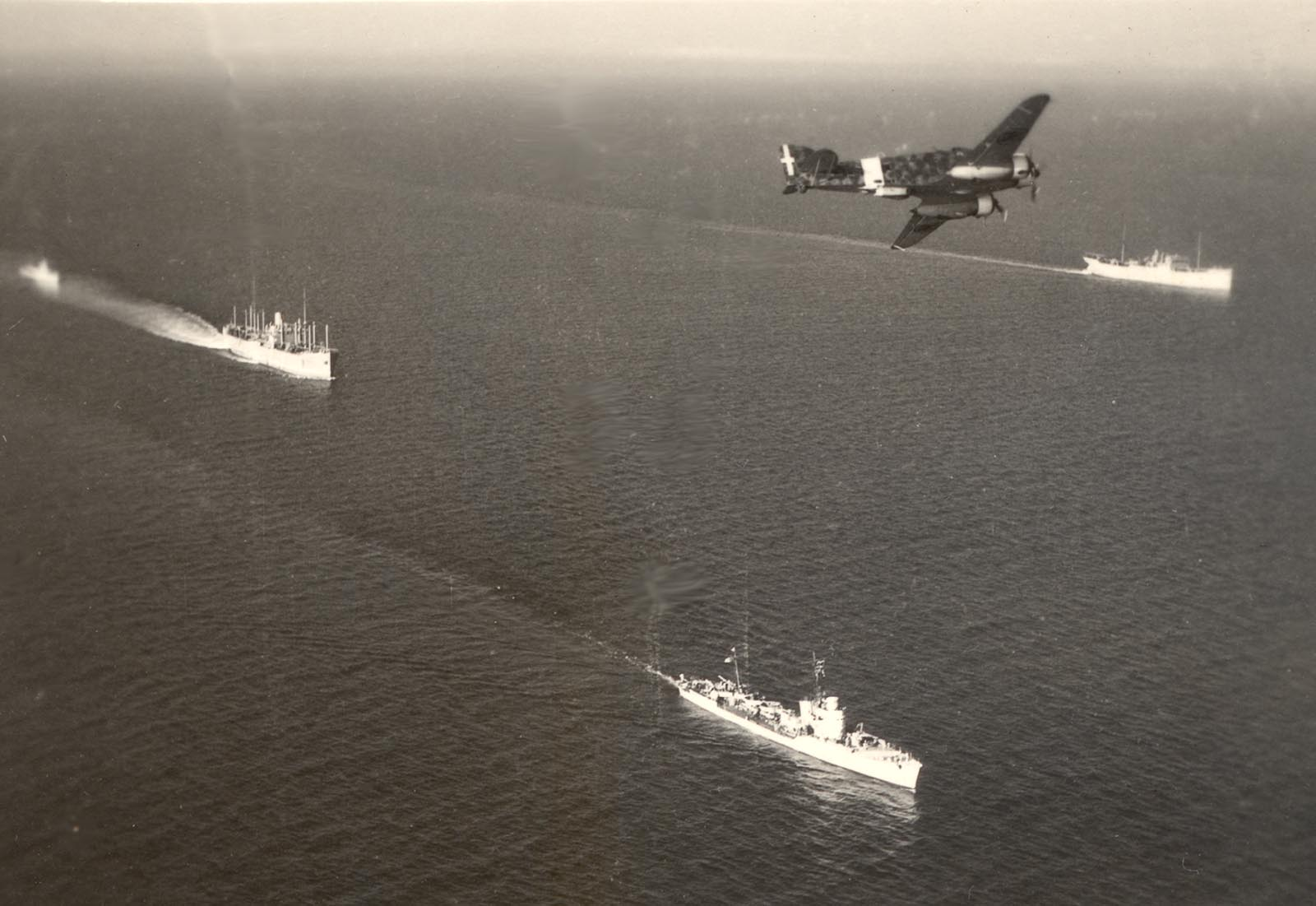
Un Savoia-Marchetti S.M.79 sorvola un convoglio italiano

La Regia Aeronautica iniziò le operazioni su Malta già dal giorno seguente la dichiarazione di guerra. Ritenuta indifendibile, la piccola isola del Mediterraneo si rivelò invece una spina nel fianco dell'Asse che intralciò le operazioni in Nordafrica, attirando su di sé sia la Luftwaffe che praticamente tutte le unità da caccia della Regia Aeronautica fino all'ottobre 1942, quando le speranze di piegare la resistenza Alleata caddero una volta per tutte.
L'11 giugno 1940 trentatré S.M.79 attaccarono La Valletta scortati da diciotto caccia italiani dando il via agli attacchi sull'isola, a quella data difesa solamente da quattro Sea Gladiator, rinforzati però il 21 giugno da otto Hurricane decollati dalla Francia. Oltre ai difensori, la Regia Aeronautica dovette sopportare anche lo spostamento di molte unità verso il fronte libico, balcanico e dell'Egeo, indebolendo sensibilmente la 2ª Squadra aerea che alla fine del 1940 poteva lanciare contro Malta solo i piloti del 1º Stormo.
Fino alla fine del 1940, le Regia Aeronautica condusse 7 410 sortite contro l'isola, sganciando 550 tonnellate di bombe ma perdendo 35 aerei. I piloti italiani rivendicarono l'abbattimento di 66 aerei britannici, ma la cifra appare esagerata.
La campagna aerea italiana prese nuovamente vigore nella primavera 1941, quando il 54º Stormo rilevò l'esausto 1º Stormo. In ottobre i Macchi M.C.202 del 9º Gruppo (4º Stormo) sostituirono gli M.C.200, raggiunti nel maggio-giugno 1942 da altri aerei dello stesso tipo del 51º Stormo; nello stesso periodo giunsero anche diciotto Reggiane Re.2001 del 2º Gruppo Autonomo atterrati all'aeroporto di Biscari-Santo Pietro.
Gli aviatori italiani ribattezzarono rotta della morte i voli su Malta per le perdite subite ad opera dei caccia e della contraerea britannica.
Nel 1942, tra il primo gennaio e l'8 novembre, infine, la Regia Aeronautica perse, a causa di missioni di combattimento su Malta, oltre 100 aerei.

#### Difesa dei cieli italiani
Alla conferenza di Casablanca del gennaio 1943 Roosevelt, Churchill e Charles de Gaulle decisero di iniziare l'invasione della Sicilia una volta espulse le forze dell'Asse dal Nordafrica. I dettagli dell'invasione furono puntualizzati nella conferenza di Washington a maggio e comprendevano la neutralizzazione di Pantelleria prima di sbarcare in Sicilia. La piccola isola del Mediterraneo era difesa da una squadriglia di Macchi M.C.202 del 151º Gruppo e da alcuni C.R.42 in versione caccia notturna. I continui bombardamenti Alleati costrinsero gli italiani il 21 maggio 1943 ad evacuare quasi per intero gli aerei dall'isola (priva di un adeguato numero di bunker sotterranei e con le piste di volo danneggiate), eccezion fatta per quattro M.C.202 che nulla poterono contro le forze Alleate che l'11 giugno occuparono l'isola.
Per difendere la Sicilia la Regia Aeronautica poteva contare su 359 aerei in condizioni di volare presenti nell'isola suddivisi tra il 4º Stormo (48 M.C:202 e Macchi C.205V) e il 21º, 153º (entrambi M.C.202), 3º e 150º Gruppo (entrambi Messerschmitt Bf 109); in aggiunta vi erano una sessantina di caccia a Roma-Ciampino (3º e 51º Stormo equipaggiati con M.C.202, M.C.205, Reggiane Re.2001 e Re.2005) e svariate unità autonome di caccia, cacciabombardieri e bombardieri sparse per la Sardegna, la Toscana, la Calabria, la Puglia e la Campania. La Luftwaffe era invece presente con la sua Luftflotte 2 forte di 350-400 aerei. I piani italo-tedeschi caddero di fronte allo strapotere delle forze aeree Alleate che bombardarono gli aeroporti orientali e occidentali siciliani rendendoli praticamente inutilizzabili, forzando il ritiro degli aerei dell'Asse attorno alla piana di Catania. Ammassati in questo spazio, nel solo 5 luglio i bombardieri Alleati distrussero con 1.400 tonnellate di bombe ben 104 aerei italo-tedeschi, mentre nei giorni successivi vennero resi inutilizzabili altri 71 caccia italiani e 179 caccia tedeschi portando il 9 luglio le perdite totali della Regia Aeronautica in Sicilia a 273 aerei (220 al suolo e 53 in combattimento). Alle prime ore del 10 luglio (lo stesso giorno in cui caddero in mano Alleata gli aeroporti di Gela e Pachino) la Regia Aeronautica riuscì comunque a condurre un raid contro navi e mezzi da sbarco, colpendo qualche imbarcazione ma perdendo quattro dei CANT Z.1007 tredici decollati da Perugia; in quello stesso giorno gli sforzi dell'Asse aumentarono fino a non meno di 500 sortite aeree e a qualche nave nemica affondata. L'11 luglio quasi tutti gli ultimi Bf 109 italiani vennero distrutti da un altro bombardamento Alleato eseguito su Sciacca. Nei primi cinque giorni dell'invasione (9-13 luglio) la Regia Aeronautica perse circa 160 aerei. Il 16 luglio venne ordinato a tutte le unità superstiti in Sicilia di ritirarsi in Calabria e Puglia. In Sicilia rimasero solamente una dozzina di caccia italiani e un pugno di aerei tedeschi che compirono alcuni sparuti voli prima della caduta definitiva dell'isola avvenuta il 17 agosto.
Le aeronautiche Alleate volsero quindi il loro sguardo all'Italia continentale incrementando i bombardamenti sulle città, prime tra tutte Milano, Torino, Genova, La Spezia e Napoli. Le provate unità da caccia italiane adattarono velocemente, anche grazie ai consigli tedeschi, nuove tattiche per far fronte alle formazioni di quadrimotori nemici e, nel limite delle loro possibilità, riuscirono ad abbattere più di 275 velivoli avversari. Fu in questo periodo che si misero in luce, tra gli altri, gli assi Franco Bordoni Bisleri e Luigi Gorrini. Il bombardamento di Roma fece da anticamera all'ordine del giorno Grandi del 25 luglio 1943 e al conseguente arresto di Mussolini. L'annuncio dell'armistizio di Cassibile avvenuto l'8 settembre siglò la fine delle ostilità tra Italia e Alleati, ma l'occupazione della penisola da parte dei tedeschi divise in due il paese: il Regno del Sud era cobelligerante con gli Alleati, ancora in guerra contro le forze tedesche supportate dal governo fantoccio della Repubblica Sociale Italiana.

#### Dopo l'armistizio: due forze aeree
Secondo dati ufficiali della stessa forza armata l'aeronautica italiana abbatté dal 10 giugno 1940 all'8 settembre 1943 2.522 aerei nemici. L'aviazione subì gravi perdite nel corso del conflitto: i morti e i dispersi furono 12.000, i feriti oltre 5.000.
Al momento dell'armistizio di Cassibile l'aviazione poteva contare ancora su 1.200 aerei, soltanto metà dei quali efficienti. Durante questo periodo vennero a formarsi due forze aeree italiane: una che operava nel nord Italia sotto le insegne della Repubblica Sociale Italiana, l'Aeronautica Nazionale Repubblicana, l'altra che operava al sud inquadrata della Balkan Air Force alleata, adoperando anche mezzi alleati come i Bell P-39 Airacobra.
La Regia Aeronautica Italiana compì sul cielo di Frascati la sua ultima missione in contrasto all'azione degli alleati di bombardamento della città e vi bruciò quanto vi restava dei suoi stormi.
Il 18 giugno 1946, con la proclamazione della Repubblica Italiana, la Regia Aeronautica cambiò denominazione in Aeronautica Militare.

## Imprese famose
Attraverso l'opera di Italo Balbo, dapprima sottosegretario (1926), e poi ministro dell'aviazione (1929), venne dato grande impulso alla nuova arma aerea: furono costituite scuole di alta quota e di alta velocità, furono effettuate crociere collettive del Mediterraneo occidentale (1928), del Mediterraneo orientale (1929), la trasvolata dell'Atlantico meridionale (1931 – Crociera aerea transatlantica Italia-Brasile) e la crociera di 24 apparecchi sul tragitto Roma-New York (1933 – Crociera aerea del Decennale), tutte imprese che ebbero vasta risonanza internazionale. I primati internazionali colti dall'aviazione italiana furono numerosi.

### Crociere, trasvolate e primati

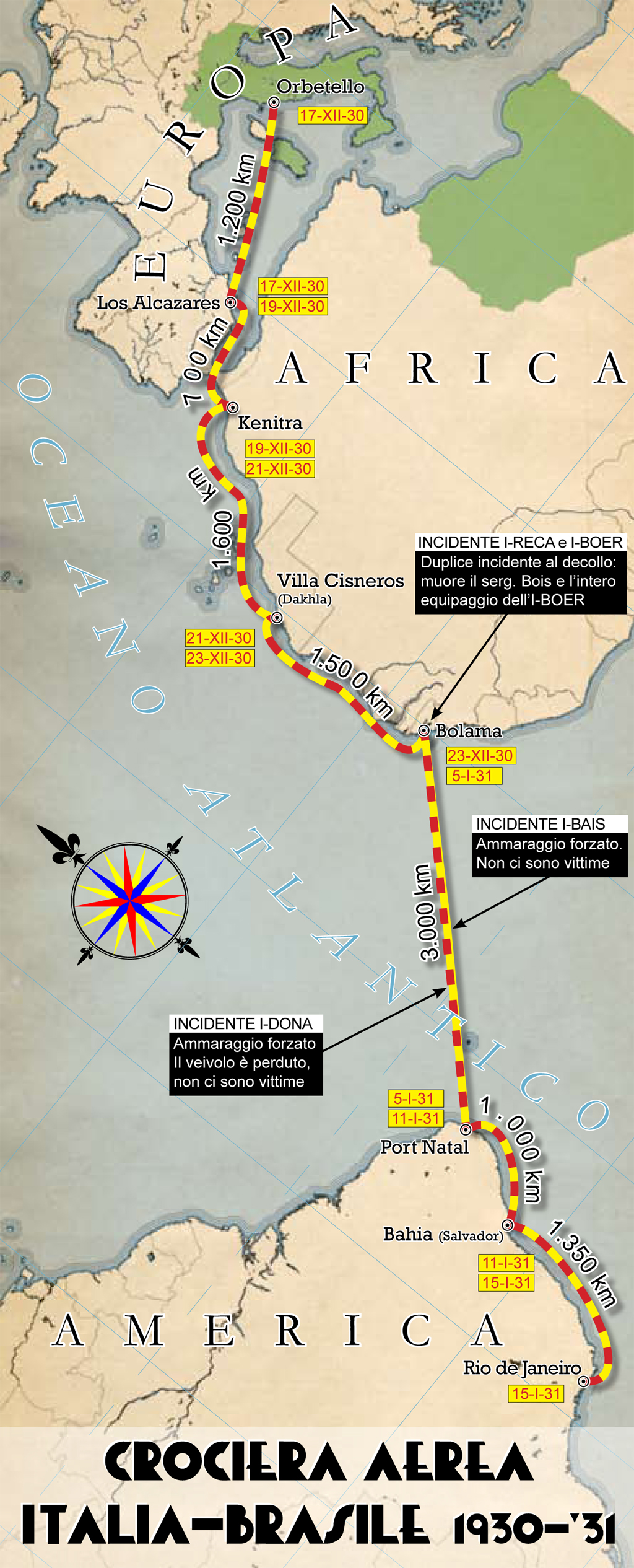
Il percorso della crociera aerea transatlantica Italia-Brasile del 1931

Una prima impresa di grande rilievo in cui furono protagonisti gli aviatori della Regia Aeronautica fu la trasvolata del 1925 compiuta da Francesco De Pinedo e il motorista Ernesto Campanelli da Sesto Calende a Melbourne, e quindi a Tokyo e Roma, con un idrovolante SIAI S.16 per complessivi 55.000 km percorsi in 370 ore di volo. Due anni dopo lo stesso De Pinedo, stavolta con Carlo Del Prete e il motorista Carlo Zacchetti, effettuò una crociera di 46.700 km sul percorso Elmas-Port-Natal-Rio de Janeiro-Buenos Aires-Asunción-New York-Terranova-Lisbona-Roma.
Un anno prima, nell'aprile 1926, il colonnello Umberto Nobile decollò da Ciampino con il dirigibile Norge verso la Norvegia per accogliere a bordo Roald Amundsen e Lincoln Ellsworth con cui ripartì l'11 maggio per effettuare la prima trasvolata del Polo Nord, conclusasi a Teller (Alaska) il 14 dello stesso mese dopo aver percorso 5.300 km in quasi quattro giorni. Passati due anni Nobile con altri tredici italiani, un cecoslovacco e uno svedese partì da Milano con il dirigibile Italia raggiungendo la Baia del Re in Norvegia, arrivando quindi il 24 maggio 1928 nuovamente al Polo Nord. La tragedia in cui incorse l'Italia lungo la via del ritorno, che perse quota urtando la banchisa uccidendo all'istante un uomo, sbalzandone nove a terra (tra cui lo stesso Nobile, salvato come gli altri otto dopo una difficile permanenza sul pack) e portando via gli ultimi sei di cui non si seppe più nulla, segnò la fine delle imprese italiane a bordo di un dirigibile.

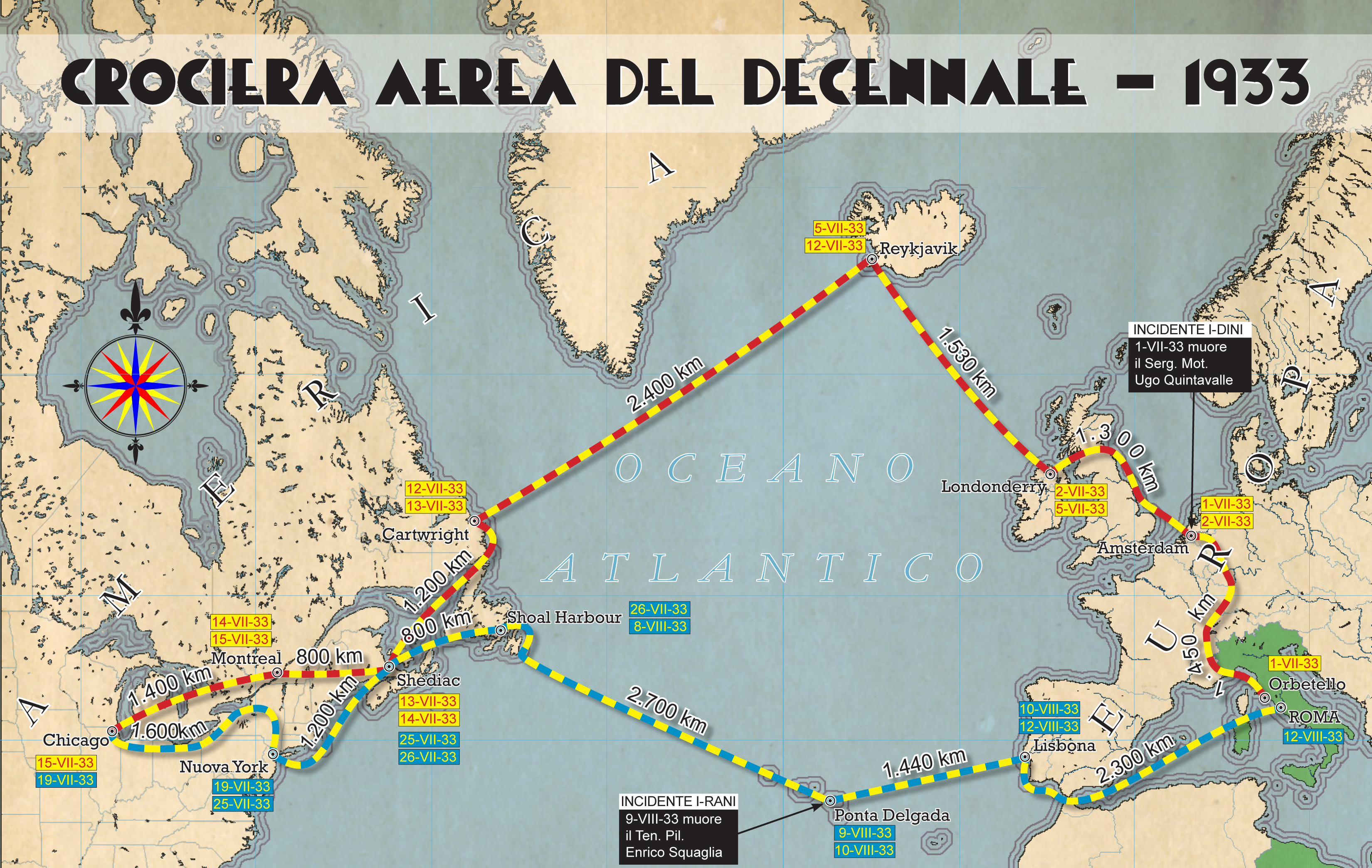
Il percorso della crociera aerea del Decennale del 1933

L'attenzione si concentrò quindi sugli aerei. Nel 1928 Arturo Ferrarin e Del Prete percorrono con il monoplano Savoia-Marchetti S.64 in 58 ore e mezza i 7.666 km che separano l'Italia dal Brasile, battendo così i precedenti record di durata e distanza in circuito chiuso. Quasi un mese dopo, senza scalo, gli stessi piloti volano da Montecelio a Touros, sempre in Brasile per complessivi 7.188 km e oltre 51 ore di volo. Entrambe le prestazioni saranno migliorate (8.188 km in poco più di 67 ore) nel 1930 da Fausto Cecconi e Umberto Maddalena con un S.64bis. Il record di altezza venne raggiunto l'11 aprile 1934 da Renato Donati che portò il suo Caproni Ca.113 modificato a 14.433 m di quota. Nel marzo 1937 il colonnello Mario Pezzi superò Donati arrivando a 15.655 m d'altezza e poi, dopo essere stato superato dall'inglese M. J. Adam, siglò di nuovo il record di altezza con un velivolo con motore a pistoni (un Caproni Ca.161bis propulso da uno speciale Piaggio P.XI) toccando quota 17.083 m. Per aumentare le qualità dei piloti "ordinari" della Regia Aeronautica, Italo Balbo decise di dar vita a "crociere di massa": la prima, nel Mediterraneo occidentale, ebbe luogo dal 26 maggio al 2 giugno 1928 e vide la partecipazione di una brigata e due stormi; la seconda si svolse dal 5 al 19 giugno 1929 nel Mediterraneo orientale. Nel 1930 prese vita ad Orbetello la Scuola di Navigazione Aerea d'Alto Mare, propedeutica alla messa a punto della crociera aerea transatlantica Italia-Brasile (17 dicembre 1930-15 gennaio 1931) a cui parteciparono quattordici Savoia-Marchetti S.55 con relativi equipaggi. Il grande successo riscosso da queste imprese spinse Balbo ad organizzare un'ennesima trasvolata dell'Atlantico in occasione del decennale della Regia Aeronautica (crociera aerea del Decennale): partiti da Orbetello il 1º luglio 1933 con ventiquattro S.55X, gli aviatori italiani atterrarono, dopo varie tappe, a New York il 15 agosto a Chicago in un clima di grande entusiasmo.
Preoccupato dal grande prestigio di cui godeva il suo ministro, Mussolini lo rimuove dall'incarico alla fine del 1933 nominandolo governatore generale della Libia. I poteri di ministro dell'aviazione vanno allo stesso Mussolini che sarà da quel momento in poi affiancato da sottosegretari tecnici (i capi di Stato Maggiore): i generali Giuseppe Valle (1928-1933), Antonio Bosio (1933-1934), di nuovo Giuseppe Valle (1934-1939), Francesco Pricolo (1939-1941) e Rino Corso Fougier (1941-1943). Quest'ultimo è il primo capo che non provenga dai dirigibili.

### La coppa Schneider
La progressiva affermazione del mezzo aereo si accompagna fin dall'inizio con tutta una serie di gare e concorsi. Fra tutte queste manifestazioni, una delle più famose gare di velocità al mondo è la coppa Schneider, ideata nel 1912 dall'industriale Jacques Schneider.

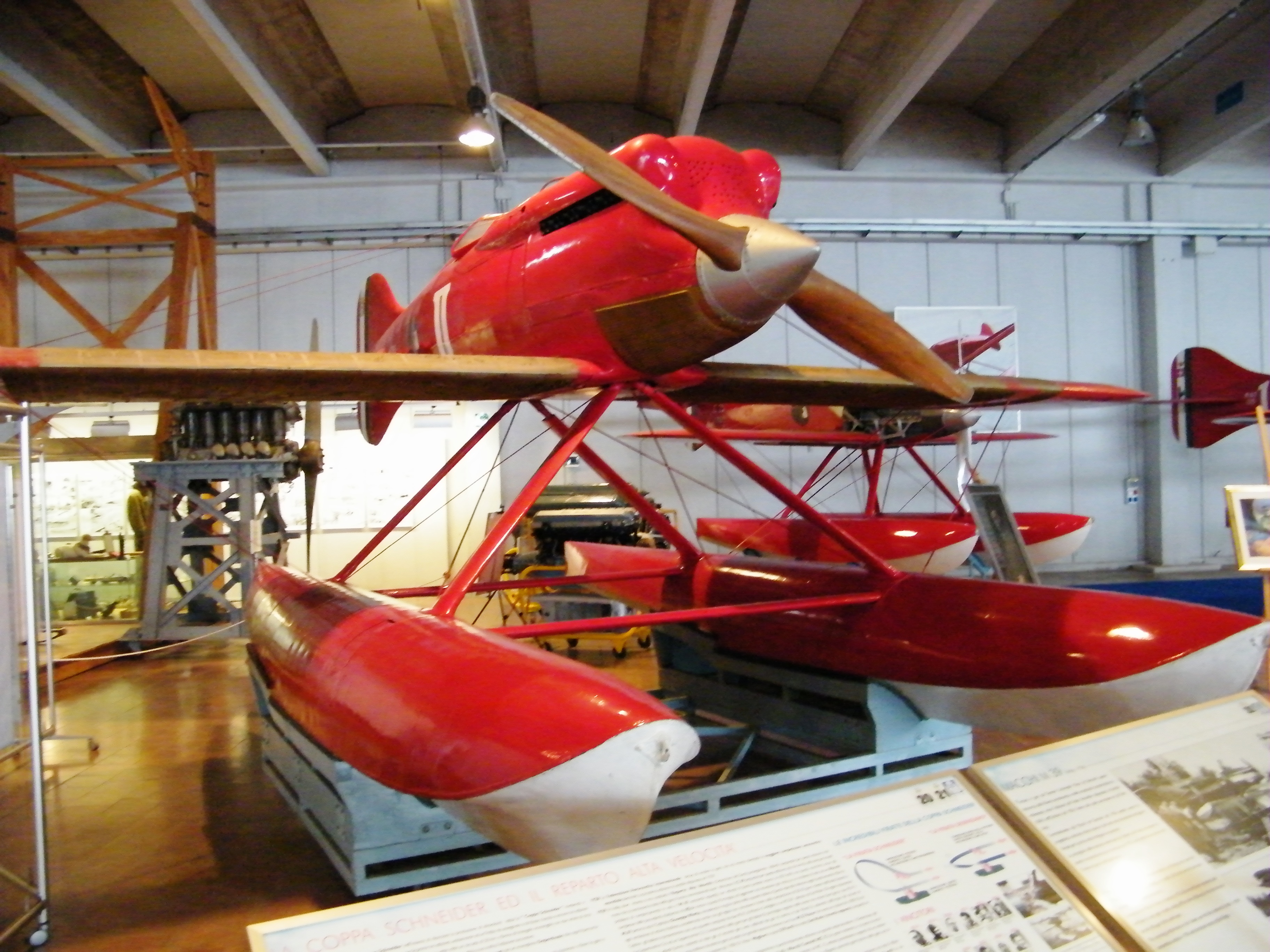
Il Macchi M.39 custodito al Museo storico dell'Aeronautica Militare

L'Italia vinse per la prima volta nel 1919 a Bournemouth, in Inghilterra, quando Guido Jannello in sella al suo SIAI S.13 fu l'unico a completare il circuito di 370 km; la vittoria non venne però validata a causa della fitta nebbia che rese impossibile confutare la decisione di uno dei giudici di gara che sosteneva che il pilota italiano avesse "saltato" un pilone. A causa di ciò, all'Italia, come risarcimento morale, venne affidata l'organizzazione dell'edizione successiva tenutasi a Venezia dove, tra eliminazioni e ritiri, gareggiò alla fine solo Luigi Bologna, scontato vincitore della coppa a bordo di un SIAI S.12. L'anno seguente la competizione si disputò ancora a Venezia e vide la partecipazione di sedici italiani e di un francese. Dopo le eliminatorie la vittoria andò all'italiano Giovanni De Briganti su Macchi M.7bis. L'assegnazione definitiva della coppa all'Italia, concessa dopo tre vittorie di fila, sfumò nel 1922 quando il trofeo andò all'inglese Henry Biard. Gli uomini della Regia Aeronautica tornarono sul gradino più alto del podio solo nel 1926 con il Macchi M.39 di Mario De Bernardi (lo stesso che nel 1928 superò per primo i 500 km/h con un Macchi M.52R), con grande delusione dei piloti USA che erano arrivati a due vittorie consecutive. Questa fu l'ultima vittoria italiana nella coppa Schneider, assegnata definitivamente al Regno Unito nel 1931.
L'impegno italiano alla ricerca dei record comunque non si fermò. Nell'ottobre 1934 Francesco Agello conquistò il primato di velocità su idrovolante (709,209 km/h di media) con un Macchi-Castoldi M.C.72. Scemato l'interesse internazionale per questo tipo di competizioni aeree, il Reparto Alta Velocità di Desenzano del Garda venne sciolto e tutte le preziose esperienze d'avanguardia caddero nel vuoto senza alcuna ricaduta sull'ordinaria produzione industriale, soprattutto in quel settore dei motori che si sarebbe rivelato particolarmente carente e limitativo per l'efficienza militare italiana negli anni successivi.

### I sorci verdi
Fu nel 1936 che iniziò la consegna ai reparti del nuovo bombardiere veloce SIAI S.79 progettato dall'ingegner Alessandro Marchetti. L'anno successivo si pensò di creare una versione espressamente dedicata alle competizioni sportive, l'S.79CS appunto, e il 12º Stormo fu il primo a riceverli, privi della caratteristica gobba e dell'armamento di serie. La colorazione era il tipico rosso delle macchine da competizione italiane, con due strisce verdi sulle quali tre sorridenti topolini, altrettanto verdi, restavano in equilibrio.
La prima competizione che gli S.79CS affrontarono fu la Istres-Damasco-Parigi (1937) che vinsero piazzandosi al primo, secondo e terzo posto. Altri tre S.79, il 24 gennaio del 1938 compirono una trasvolata che li portò da Guidonia a Rio de Janeiro, dopo uno scalo a Dakar. 9 500 km percorsi ad una media di 400 km/h. Gli apparecchi furono poi ceduti al governo brasiliano.

## Piloti famosi
Per gran parte della guerra i comandanti dei reparti erano soliti attribuire le vittorie alle unità piuttosto che ai singoli piloti per evitare l'abbassamento del morale dei piloti meno capaci. L'esigenza di più precisione e la necessità di motivare i piloti di fronte allo strapotere delle forze aeree Alleate portò col tempo a registrare puntualmente il nome del pilota (o dei piloti) che avesse effettivamente abbattuto un aereo nemico. Nel marzo 1942 quindi lo stato maggiore tentò di porre rimedio stilando una procedura ufficiale chiedendo inoltre ai comandanti delle varie unità di comunicare tutte le vittorie ottenute fino a quel momento, ma la raccolta delle informazioni venne fermata dall'armistizio quando non era ancora stata portata a termine.
Alla luce delle fonti più recenti disponibili i primi tre assi della caccia italiana della seconda guerra mondiale furono Teresio Martinoli (23, compresa 1 ottenuta con l'Aeronautica Cobelligerante Italiana), Franco Lucchini (21, più una ottenuta in Spagna) e Leonardo Ferrulli (20, più una in Spagna).
Per le altre specialità non si può non ricordare figure come: Carlo Emanuele Buscaglia (per gli Aerosiluranti) e Giuseppe Cenni (per i Tuffatori e già asso con 8 in Spagna).

## Gradi

### Generali e Ufficiali
|                       | Ufficiali generali      | Ufficiali generali                | Ufficiali generali                | Ufficiali generali          | Ufficiali generali          | Ufficiali generali        | Ufficiali superiori | Ufficiali superiori | Ufficiali superiori | Ufficiali inferiori | Ufficiali inferiori | Ufficiali inferiori |
| --------------------- | ----------------------- | --------------------------------- | --------------------------------- | --------------------------- | --------------------------- | ------------------------- | ------------------- | ------------------- | ------------------- | ------------------- | ------------------- | ------------------- |
| Regno d'Italia        |                         |                                   |                                   |                             |                             |                           |                     |                     |                     |                     |                     |                     |
| Maresciallo dell'aria | Generale d'armata aerea | Generale designato d'armata aerea | Generale di squadra aerea         | Generale di divisione aerea | Generale di brigata aerea   | Colonnello                | Tenente colonnello  | Maggiore            | Capitano            | Tenente             | Sottotenente        |                     |
|                       | Maresciallo dell'aria   | Generale d'armata aerea           | Generale designato d'armata aerea | Generale di squadra aerea   | Generale di divisione aerea | Generale di brigata aerea | Colonnello          | Tenente colonnello  | Maggiore            | Capitano            | Tenente             | Sottotenente        |

### Sottufficiali e truppa
|                             | Sottufficiali                 | Sottufficiali                 | Sottufficiali               | Graduati          | Graduati    | Truppa       | Truppa        | Truppa |
| --------------------------- | ----------------------------- | ----------------------------- | --------------------------- | ----------------- | ----------- | ------------ | ------------- | ------ |
| Regno d'Italia              |                               |                               |                             |                   |             |              |               |        |
| Maresciallo di prima classe | Maresciallo di seconda classe | Maresciallo di terza classe   | Sergente maggiore           | Sergente          | Aviere capo | Primo aviere | Aviere        |        |
|                             | Maresciallo di prima classe   | Maresciallo di seconda classe | Maresciallo di terza classe | Sergente maggiore | Sergente    | Primo Aviere | Aviere Scelto | Aviere |

## Simboli

### Lo stemma araldico
Dalla primavera dei 1930 fino al luglio 1943 venne adottato lo stemma araldico sabaudo affiancato da due fasci. Lo stemma era in uso anche su francobolli (come quello da 10 centesimi) o documenti ufficiali.
Lo stemma era formato da uno scudo sannitico con la punta allungata di rosso con una croce d'argento, sormontato dalla corona d'Italia dalla quale scendevano svolazzi che abbracciavano la parte superiore dello stemma. Al di sotto dello scudo, ai lati di esso, due fasci littorii addossati. Pendente dallo scudo il collare dell'Ordine Supremo della Santissima Annunziata. Ai piedi dello stemma un cartiglio con la scritta, in caratteri maiuscoli longobardi, FERT ripetuta tre volte.
Lo stemma veniva applicato sulla deriva, dal 1930 al 1940 al centro della fascia bianca del tricolore della bandiera italiana, reso in tre fasce verticali, delle quali la verde era sempre posizionata verso il muso dell'aereo. Dal 12 giugno del 1940 per evitare confusione con le insegne francesi che avevano un arrangiamento simile, venne adottata la croce bianca su sfondo rosso al posto del tricolore. Lo stemma di Stato veniva posto sul braccio superiore della croce savoiarda. Agli inizi le croci venivano arrangiate direttamente nei reparti sul tricolore, con risultato spesso difforme dalla normativa.

### Coccarde

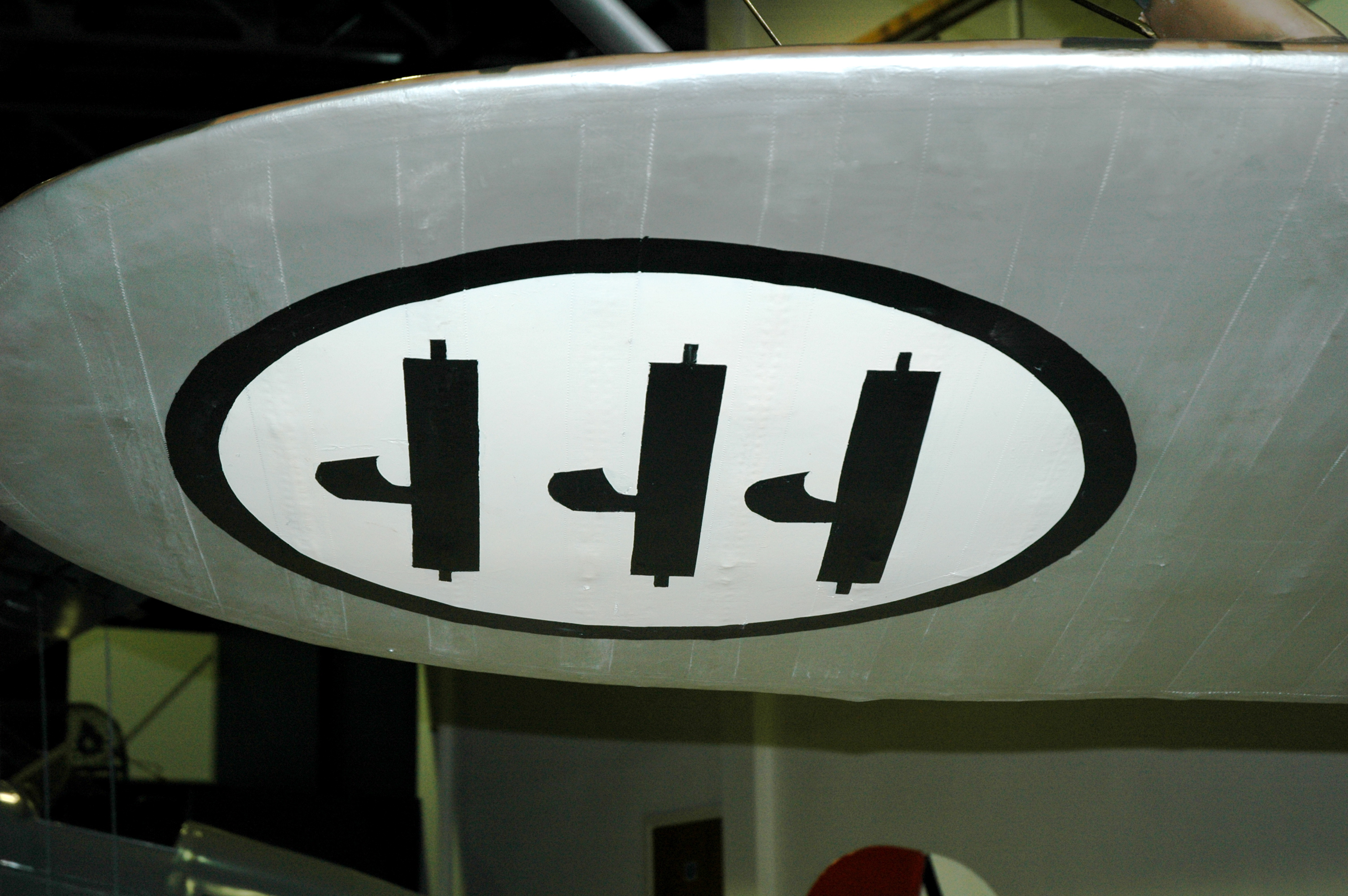
Coccarda alare della Regia Aeronautica (1935-1943) disegnata su un Fiat C.R.42

A partire dal 1926 venne adottata, con eccezione degli apparecchi di costruzione estera, una coccarda di fusoliera generalmente costituita da un fascio littorio, con la lama rivolta verso il muso, e inscritta in un cerchio dal bordo nero su sfondo celeste. Tale coccarda venne abolita nel luglio del 1943.
Le coccarde alari con i fasci, adottate nel 1935, venivano posizionate sulla mezzeria delle parti fisse dell'estremità alare, e il loro centro distava dall'estremità un diametro della sagomatura dell'estremità stessa. Erano costituite da tre fasci littorii stilizzati e inscritti in un cerchio. Le coccarde avevano dimensioni variabili:
- Per i bombardieri erano di 180 cm;
- Per i ricognitori erano di 120 cm;
- Per i caccia erano di 96 cm.

Le coccarde con i fasci erano di quattro tipi diversi: fasci e cerchio neri su sfondo bianco oppure fasci e cerchio bianchi su sfondo nero. A partire dalla primavera del 1941 lo sfondo divenne trasparente, facendo intravedere la mimetica sottostante.
Dalla fine di luglio 1943 al settembre 1943, caduto il fascismo, vennero cancellati i fasci nelle coccarde alari lasciando solamente i cerchi neri.
Tra settembre e ottobre 1943 vennero apposte di nuovo le coccarde tricolori, seppure si hanno esempi durante il periodo di cobelligeranza di aerei di fornitura statunitense rimasti con le coccarde USAAF o con varianti ibride contenenti il tricolore.
Infine venivano usati altri sistemi ottici di riconoscimento: verso la fine del 1940 vennero dipinte nella parte immediatamente dietro le ali una striscia di colore bianco larga 60 cm per i caccia e 120 cm per i bombardieri più grandi. Gli apparecchi che operarono nella campagna di Russia ebbero la striscia di colore giallo. A partire dalla primavera del 1941 anche le capotature dei motori vennero dipinte in giallo, operazione eseguita direttamente in fabbrica. La larghezza della zona da campire era di almeno 60 cm.
La numerazione prevedeva il numero di reparto, generalmente la squadriglia, e il numero individuale a due cifre.

### La Bandiera d'arma
La Bandiera di guerra fu consegnata alla Regia Aeronautica il 4 novembre 1923 nel corso della cerimonia per il quinto anniversario della conclusione della prima guerra mondiale, svoltasi presso l'aeroporto di Roma-Centocelle. La bandiera, la stessa concessa al Servizio Aeronautico dell'esercito durante il primo conflitto mondiale e decorata con la medaglia d'argento al valor militare, fu consegnata da Mussolini nelle mani del generale Pier Ruggero Piccio. La medaglia d'argento al valor militare concessa alla forza aerea della Regia Marina fu, nel 1926, attribuita alla Bandiera dell'aeronautica.
Fino al 1947 la bandiera conteneva lo stemma sabaudo, sostituito in quell'anno in conseguenza della nascita della Repubblica Italiana nel 1946. Prima che cambiasse nome in Aeronautica Militare, la Regia Aeronautica aveva ottenuto le seguenti decorazioni e onorificenze:
 5 medaglie d'argento al valor militare (comprese quelle del 1920 assegnate al Servizio Aeronautico del Regio Esercito e della Regia Marina)
 1 Croce di guerra al valor militare
 1 Croce di cavaliere dell'Ordine militare di Savoia

### Periodici
- Carlo Migliavacca, Ricordo di un eroe: il magg. pil. Giuseppe Cenni, in Aeronautica, n. 8-9, Roma, Associazione Arma Aeronautica, 2013. (PDF)